# Provincia de Albacete
Albacete es una provincia española situada en el sureste de la península ibérica, en la comunidad autónoma de Castilla-La Mancha, con capital en la ciudad de Albacete. Con una superficie de 14 926 km², limita al este con Valencia y Alicante, al sur con Murcia y Granada, al oeste con Ciudad Real y Jaén y al norte con Cuenca. Cuenta con una población de 389 070 habitantes (2024), concentrándose más de la mitad de la misma en el área metropolitana de Albacete.
La provincia se encuentra distribuida en 87 municipios y 7 partidos judiciales, contando con varias áreas protegidas, entre las que destacan el parque natural de las Lagunas de Ruidera, o el parque natural de los Calares del Mundo y de la Sima.
El territorio que ocupa la provincia de Albacete ha estado habitado desde tiempos remotos, como atestiguan las pinturas rupestres de la cueva del Niño o la cueva de la Vieja. En época prerromana, los territorios de la actual provincia de Albacete formaban parte de la Carpetania y Celtiberia, de adscripción celtíbera, y de las Contestania, Bastetania y Oretania ibéricas; muchos de los yacimientos más renombrados y representativos de algunas de estas culturas se han descubierto en estas tierras albaceteñas. En época romana destacaron ciudades como Libisosa, y durante los visigodos también existieron importantes enclaves como el Tolmo de Minateda.
La época musulmana desgajó los territorios de la provincia en diferentes zonas de influencia, surcando toda la zona de numerosas alquerías, castillos y atalayas, que con el proceso de la Reconquista fueron conformando importantes plazas, como el extenso Alfoz de Alcaraz al amparo de sus propios Fueros o posteriormente ya en el siglo XV, el concejo de Villarrobledo, que ocuparon grandes extensiones que rebasaron los límites de la actual provincia de Albacete, desatando importantes batallas por la hegemonía en estos territorios.
El 25 de abril de 1707, y dentro del conflicto internacional de la guerra de sucesión española tuvo lugar la batalla de Almansa en las inmediaciones de esta localidad albaceteña, una de las más importantes de la historia de España que culminó con el triunfo de Felipe V como aspirante a la corona, instaurando en el Estado la monarquía borbónica.
En 1822 se creó la efímera provincia de La Mancha Alta, componiéndola municipios de las provincias de La Mancha, Cuenca y del Reino de Murcia. El ente, con capital en Chinchilla (muy cercana a la ciudad de Albacete), fue la base sobre la que se creó en 1833 la actual provincia de Albacete según los dictados de Javier de Burgos, experimentando algún cambio territorial como la salida de Villena en 1836, la entrada de Villarrobledo en 1846 y la salida de Requena en 1851.
Tras la aprobación de la Constitución en 1978, la provincia de Albacete se integró en la comunidad autónoma de Castilla-La Mancha en virtud de su Estatuto de Autonomía aprobado en 1982.

## Toponimia
Como es común en la mayor parte de España, la provincia ha tomado su nombre de su capital, la ciudad de Albacete. Por ello comparte con ella sus gentilicios oficiales, albaceteño/a y albacetense, en alusión al antiguo topónimo que deriva del dominio andalusí de la zona, habiendo sido llamada la ciudad de Albacete originalmente como البسيط Al-Basit, en árabe que se traduce como «la llanura» o «el llano» en alusión a la planicie que caracteriza la geografía del lugar.
El escudo y la bandera de la provincia de Albacete son sus símbolos oficiales. El escudo es mantelado «el primero, de gules, con dos llaves de plata puestas en sotuer, unidas por una cadena de sable, que son las armas abreviadas de Alcaraz. El segundo, de gules, con una mano derecha alada de oro teniendo una espada de plata guarnecida de oro, que es el emblema de los Manuel, primeros señores de Villena. El tercero, de plata, con una cruz de Santiago de Gules. En abismo, un escusón con las armas de Albacete, que son en campo de plata, tres torres de piedra mazonadas de sable y aclaradas de azur, puestas una y dos, surmontadas de un murciélago de sable. Al timbre corona real cerrada española». La bandera es «de color carmesí y tiene el escudo provincial en el centro».

## Símbolos
El escudo representa, en su parte izquierda, las llaves de Alcaraz sobre fondo rojo; en su parte derecha, la mano alada y armada con espada sobre fondo rojo del marquesado de Villena; en su parte baja, la Cruz de Santiago sobre fondo blanco; y en el centro, el escudo de la capital. El escudo está rematado por la corona real.
La bandera consiste en el escudo, sobre un fondo rojo.
La provincia posee asimismo himno propio.

## Geografía
| Noroeste: Provincia de Ciudad Real                  | Norte: Provincia de Cuenca y Provincia de Valencia | Noreste: Provincia de Valencia                                        |
| Oeste: Provincia de Ciudad Real y Provincia de Jaén |                                                    | Este: Provincia de Valencia, Provincia de Alicante y Región de Murcia |
| Suroeste: Provincia de Jaén y Provincia de Granada  | Sur: Región de Murcia                              | Sureste: Región de Murcia                                             |

### Relieve
Presenta una llanura en el norte situada a unos 700 m sobre el nivel del mar. En el sur se encuentra las zonas más montañosas con cumbres que superan los 2000 m (sierra de las Cabras en Nerpio). Las principales cotas de la sierra de Albacete se encuentran en el Calar del Mundo, del Taibilla y, más al este, la Cordillera de Montearagón.

### Hidrografía
La situación geográfica que la provincia de Albacete ocupa en la península ibérica, le confiere una compleja especificidad respecto a los recursos hídricos. Desde el punto de vista hidrológico, en el territorio albaceteño se encuentra una parte importante de la cabecera de cuatro de las principales cuencas hidrográficas españolas (Guadiana, Guadalquivir, Júcar y Segura).
El relieve es el factor fundamental que determina la red hidrográfica provincial. La sierra de Albacete y la llanura dividen la red en dos direcciones hacia las que vierten los ríos que surcan la provincia: el océano Atlántico y el mar Mediterráneo. Además, la llanura manchega, cuenta con un terreno blanco y permeable que permite la filtración de aguas, provocando fenómenos como el endorreísmo.
Principales ríos
Los principales ríos que fluyen por la provincia son el Júcar y el Segura, que desembocan en el Mediterráneo, a los que hay que sumar un número importante de afluentes.
- El Júcar cruza por las comarcas manchegas situadas en el noreste provincial y, encajado profundamente en el terreno, transcurre por municipios como Alcalá del Júcar. Su principal afluente es el río Cabriel.

- En la comarca de Alcaraz se encuentran los primeros afluentes del Guadalquivir y del Guadiana, que desembocan en el océano Atlántico. Del Guadalquivir son el río Guadalimar y el Guadalmena, que recogen multitud de arroyos serranos de diversa denominación (Horcajo, Mesta, Povedilla, Villanueva de la Fuente, Robledo, Bienservida, Salobre).

- El Segura, con sus afluentes, Zumeta, Taibilla, Tus y Mundo. Algunos de estos lugares, como el nacimiento del río Mundo, son de los más visitados de todo el territorio.

Principales concentraciones de agua

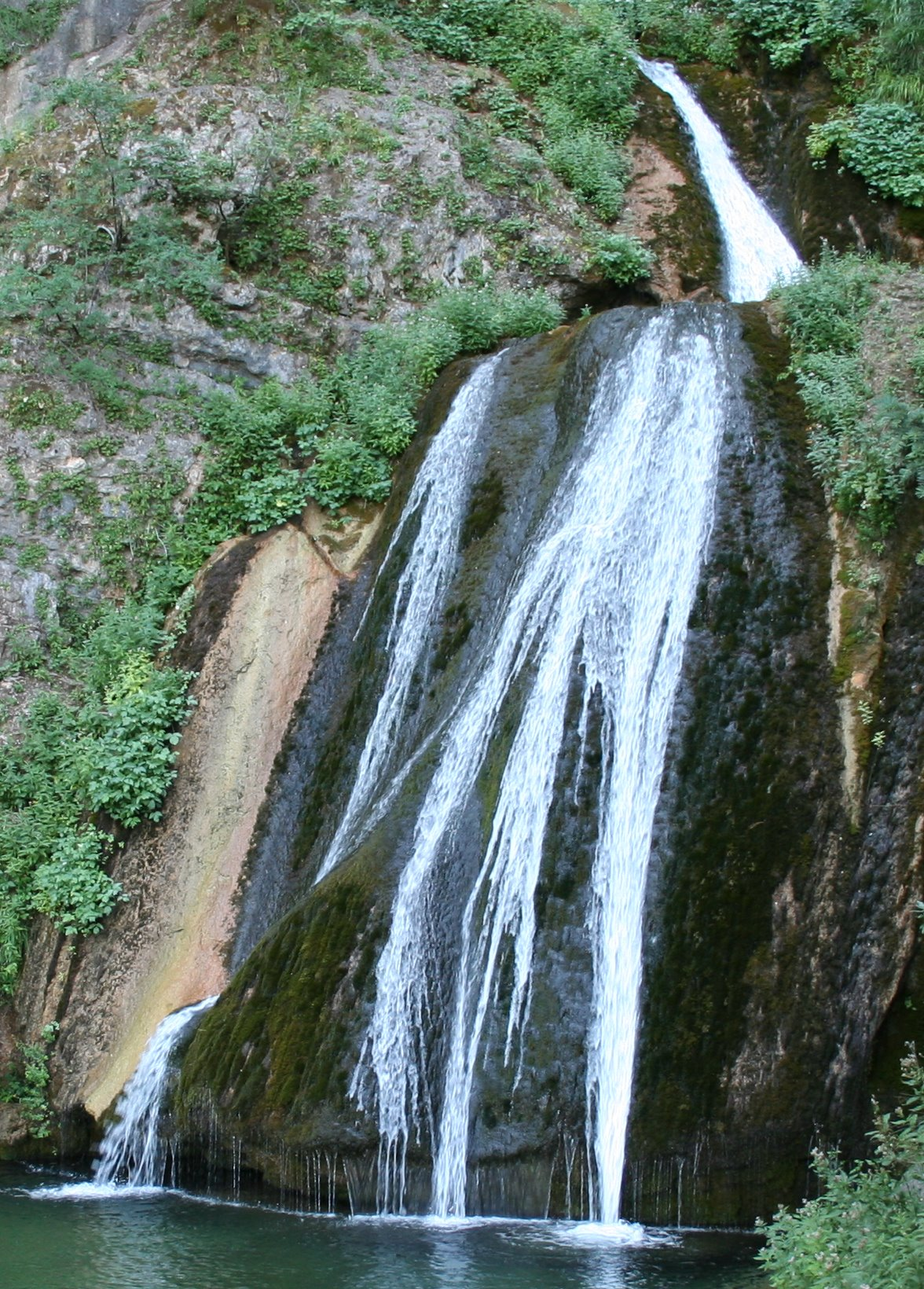
Nacimiento del río Mundo, Riópar

Además, la provincia de Albacete cuenta con diez embalses localizados en la provincia: pantano de Almansa (3 hm³), El Talave (35 hm³), embalse de la Fuensanta (210 hm³), embalse de Camarillas (36 hm³), el embalse de El Cenajo (437 hm³), embalse de Turillas, embalse del Taibilla y el embalse del Molinar (4 hm³).

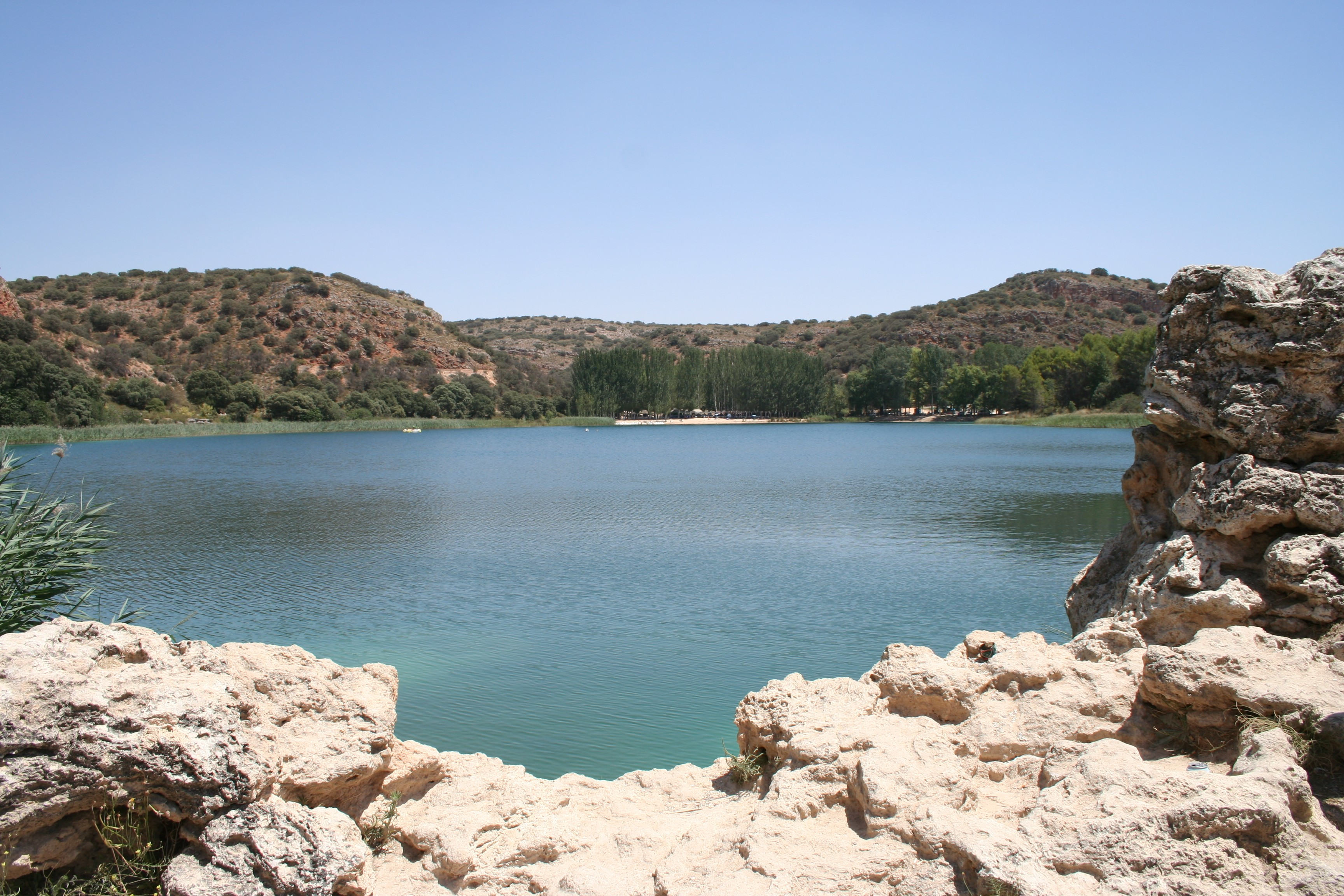
Lagunas de Ruidera.

También se encuentran en el territorio provincial varias concentraciones de agua de carácter natural, como la laguna de Pétrola, laguna del Salobral, laguna de Navalcudia, laguna de Ontalafia, o las turísticas lagunas de Ruidera, que comparten territorio con la vecina provincia de Ciudad Real.

### Clima

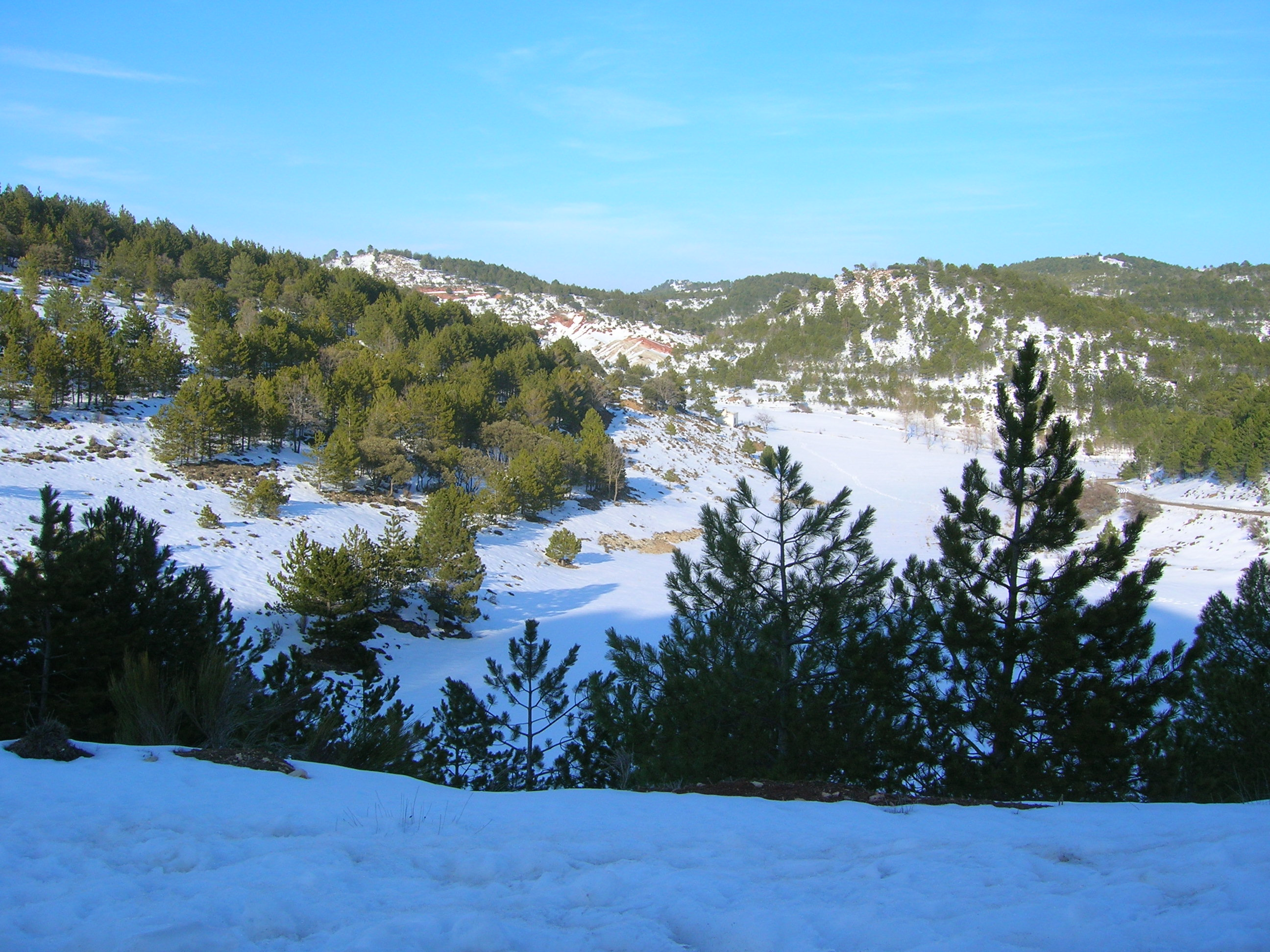
Nevada en el puerto del Barrancazo (sierra de Alcaraz), 1030 m s. n. m.

En la provincia de Albacete predomina el clima mediterráneo continentalizado, especialmente en la zona de La Mancha, La Manchuela y el Campo de Montiel. En la zona de la comarca de Hellín en cambio, el clima dominante es el mediterráneo con tendencia a la aridez, y en la sierra de Alcaraz, predomina el clima de montaña, siendo el relieve y la situación geográfica los principales determinantes de las variaciones climatológicas dentro del territorio.
En la provincia de Albacete la amplitud térmica es importante, llegando a alcanzar una amplitud media anual de 20 °C, que tiene su reflejo en el desarrollo de duros inviernos y calurosos veranos, rasgo típico del clima continental. Mientras que la llanura manchega se encuentra entre las isotermas de 12 y 17, en la zona oriental de la provincia las temperaturas son algo más cálidas, encuadrándose en las isotermas de los 16. En cambio, en las zonas de sierra del suroeste, la amplitud térmica es menos elevada debido a la altitud.

## Historia

### Prehistoria
Poblada desde hace miles de años, todas las culturas y pueblos que han pasado por la península ibérica han habitado en la provincia y han dejado su impronta en todos sus pueblos, desmintiendo la infundada idea de ser una eterna tierra de paso. Los restos más antiguos de asentamientos humanos hallados (cerca de Villarrobledo y de Hellín) están datados en el Achelense Superior (Paleolítico Inferior).
Sin embargo, son más numerosos los de épocas posteriores (Musteriense) pudiendo conformarse tres grandes grupos de concentración de asentamientos: Alto Guadiana, Margen Derecha y Margen Izquierda del Segura.
Por su parte, existen catalogados más de 100 yacimientos con interesantes manifestaciones de arte rupestre de todas las épocas, que fueron declarados por la Unesco, en 1998, Patrimonio de la Humanidad:
- Paleolíticas en la cueva del Niño, en Ayna.
- Epipaleolíticas (arte levantino, hace 10 000 años) en la cueva del Niño, en Ayna, Alpera, Almansa, Hellín, Letur y Nerpio.
- Neolítico y Edad del Bronce (llamado arte esquemático, hace 6500 años) en Alpera, Hellín, Yeste, Letur, Socovos y Nerpio.

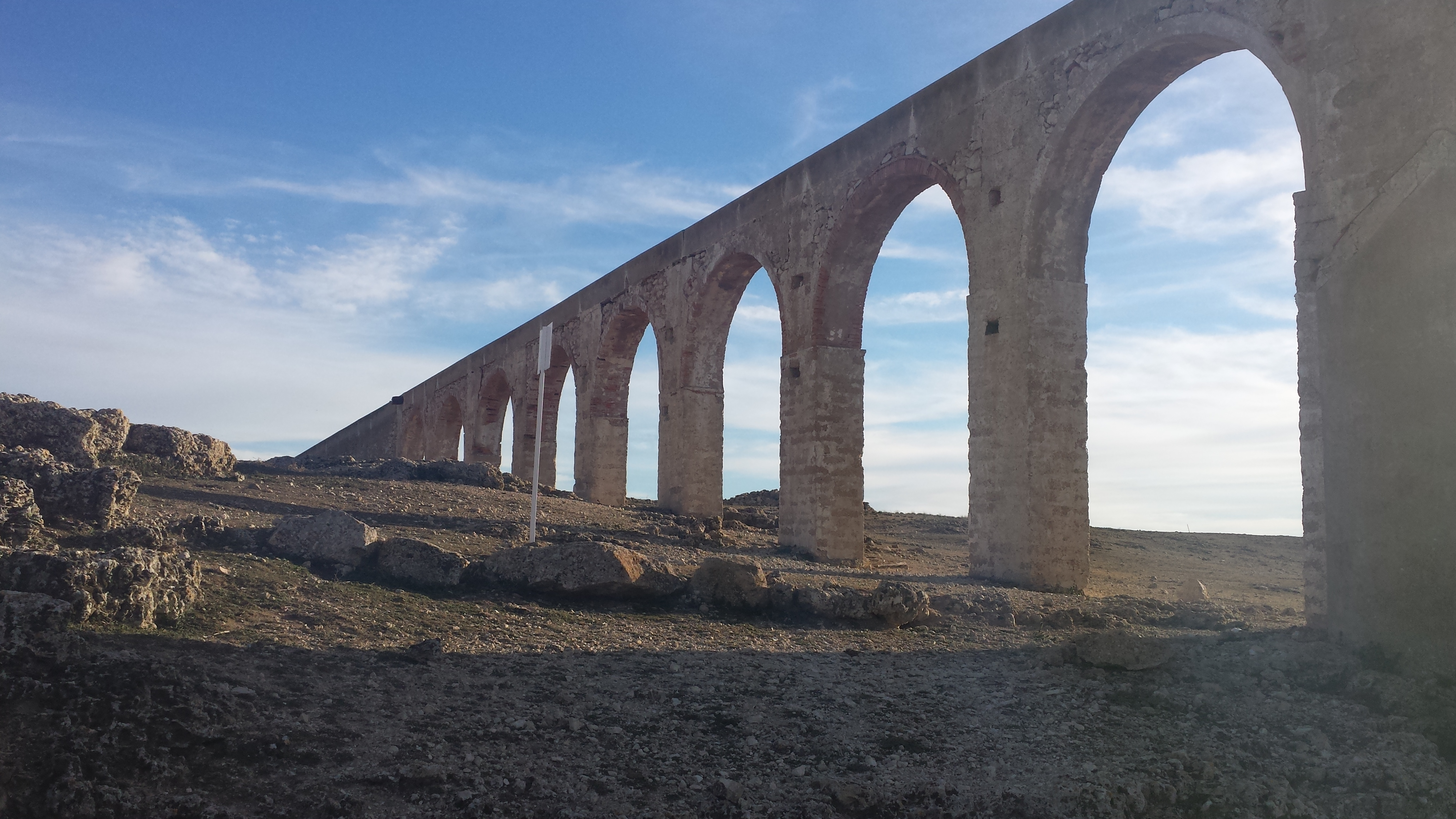
Yacimiento arqueológico de la Edad de Bronce de El Acequión, en Albacete, uno de los máximos exponentes del Bronce Manchego

]]Especialmente notable es la presencia humana durante la Edad del Bronce con asentamientos adscribibles, al menos, a tres horizontes culturales diferentes: Cultura del Argar, Bronce Manchego y Bronce Valenciano, además de asentamientos de transición o de dudosa adscripción.
Como vemos, la constante arqueológica e histórica albaceteña es la diversidad y la riqueza en cuanto a manifestaciones culturales diferentes en todas las épocas, sin parangón en toda la península ibérica.

### Edad Antigua

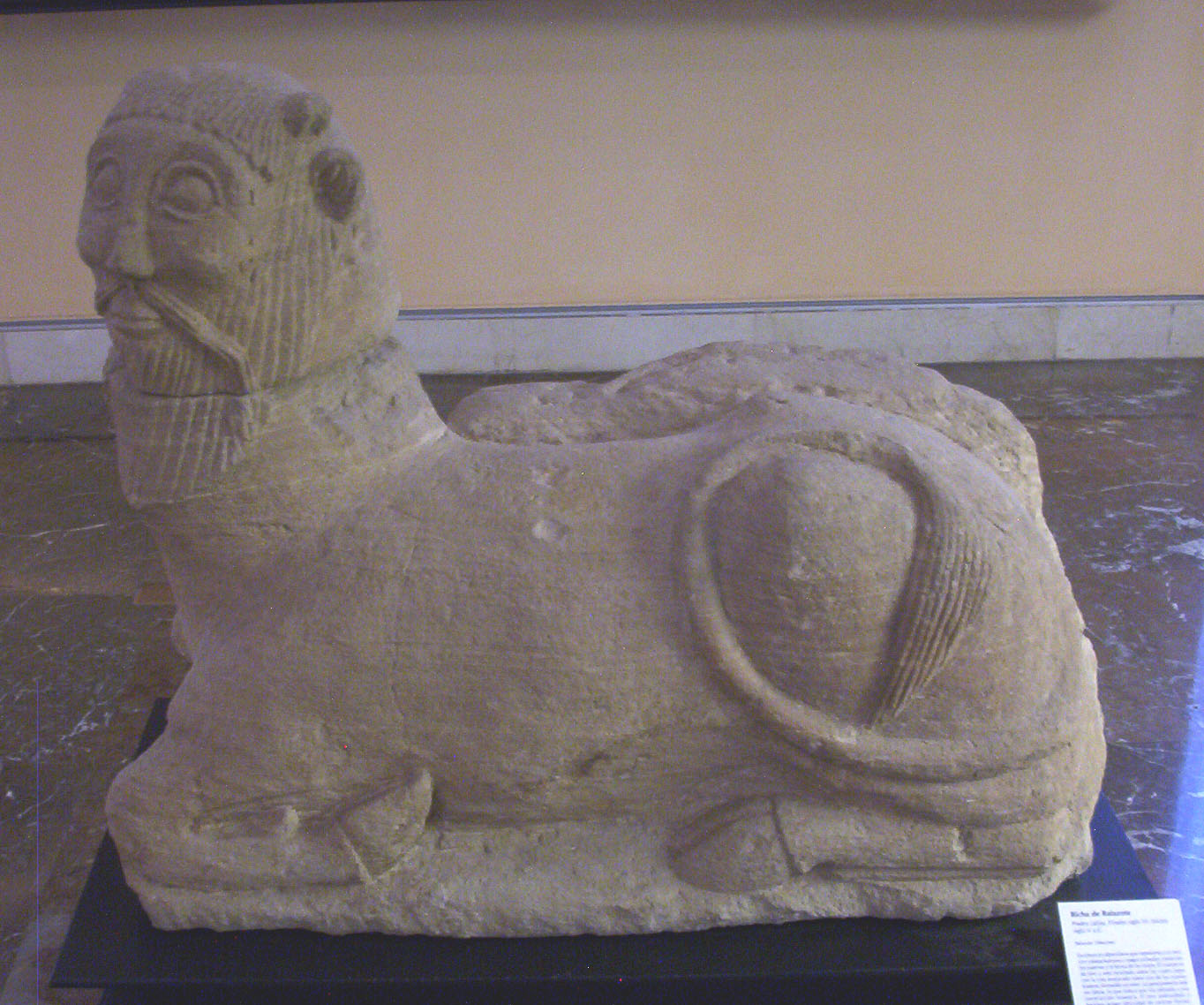
La Bicha de Balazote, excepcional muestra del arte íbero

En época prerromana, los territorios de la actual provincia de Albacete formaban parte de la Carpetania y Celtiberia, de adscripción celtíbera, y de las Contestania, Bastetania y Oretania ibéricas; muchos de los yacimientos más renombrados y representativos de algunas de estas culturas se han descubierto en estas tierras albaceteñas. El Museo Provincial de Albacete alberga una gran colección de obras de esa época, siendo uno de los más destacados a nivel nacional de tal período. En estas tierras se han hallado destacadas piezas únicas y emblemáticas, dentro de la Arqueología nacional, como el Tesoro de Abengibre, la Bicha de Balazote, el León de Bienservida, la Gran Dama Oferente, la Dama de Caudete, la Esfinge de Haches, las Esfinges gemelas de El Salobral, el Sepulcro de Pozo Moro, Necrópolis de Los Villares en Hoya-Gonzalo, una de las más importantes de la provincia. Entre los materiales destaca el complejo escultórico que representa un guerrero a caballo, de principios del siglo V a. C. (en torno al 490), considerada la escultura ibérica de mayor tamaño (1,8 m de altura), Una segunda escultura corresponde al «jinete a caballo», que incluyen 10 cántaros de San Valentín y por otro lado, las importaciones (cerámicas griegas, materiales púnicos, etruscos, etc.) han permitido una datación extraordinariamente precisa, y un largo etcétera, que reposan en diversos museos nacionales e internacionales, resultando que no hay casi ningún pueblo de la provincia que no tenga una mínima muestra de este período histórico. Aunque tradicionalmente se ha estimado que esta era una tierra periférica, de paso y abierta a las influencias tardías de las zonas levantinas; por la profusión, calidad y antigüedad de los hallazgos parece que la situación es justamente la contraria y el papel de la provincia de Albacete, en la génesis y desarrollo de las culturas prerromanas —especialmente de la íbera—, es nuclear y preponderante.
En época romana destacaron las ciudades de Libisosa (Lezuza), Saltigi (Chinchilla de Montearagón) e Illinum (Hellín), además de otros enclaves como Heliké (Elche de la Sierra). Algunos autores sitúan también en territorio provincial el importante enclave de Laminio o Urcesa en Alcaraz.

### De la Edad Media al final del Antiguo Régimen

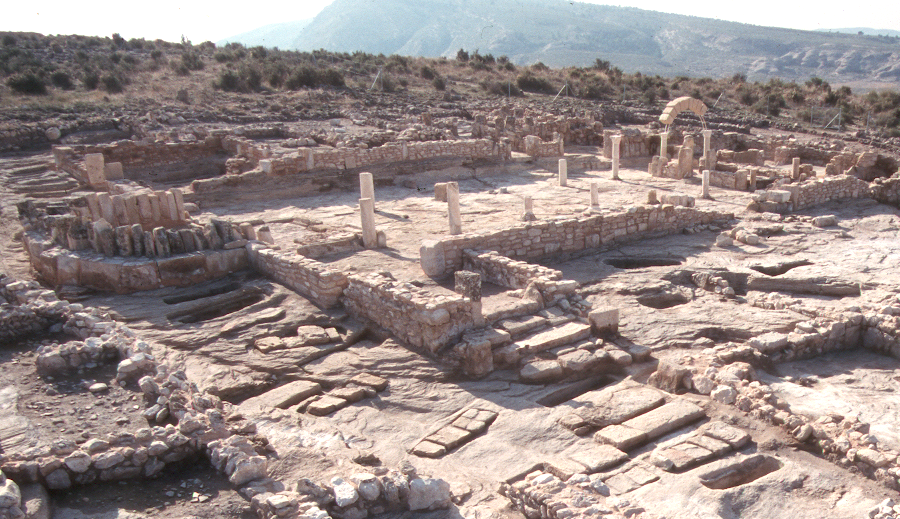
Parque arqueológico del Tolmo de Minateda

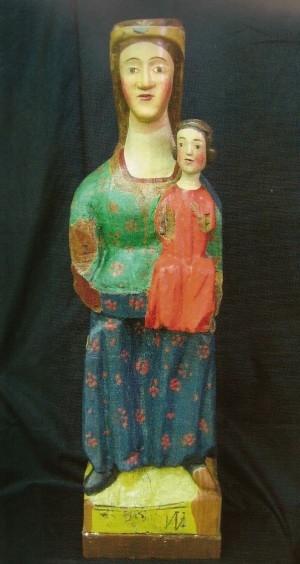
Talla de la Virgen de Cortes. Alcaraz (Albacete)

Durante la época islámica, después de pertenecer al emirato y califato de Córdoba, la mayor parte de la provincia pasó a los reinos taifas de Toledo, Denia y Murcia; sin embargo, esta etapa es la peor conocida y estudiada en la provincia pues se detecta que algunas zonas como todo el oeste provincial sufrieron una tremenda despoblación, debido en parte a la inestable situación bélica.
Tras la reconquista cristiana por el rey Alfonso VIII de Castilla, en 1213, de la fortaleza de Alcaraz y posteriormente de Fernando III en el resto de sus pueblos, salvo la zona más oriental cuya reconquista recayó en las manos de Jaime I de Aragón (Caudete), la mayor parte de la provincia perteneció a los marqueses de Villena. La capitalidad judicial de la zona se encontraba en Chinchilla de Montearagón.
En marzo de 1475 Alcaraz, mediante un singular triple asedio a su fortaleza, se levanta en armas contra el marqués de Villena a favor de los Reyes Católicos, iniciándose así la guerra de sucesión castellana. Posteriormente también las plazas de Villarrobledo, —lo que le valió su emancipación municipal—, y El Bonillo se suman al levantamiento. La rebelión triunfa y todas las poblaciones pertenecientes al Alfoz de Alcaraz, en la mitad occidental de la provincia, pasaron directamente a manos de la Corona de Castilla, liberándose del marquesado de Villena.
En el término municipal de Almansa se libró una importante batalla el 25 de abril de 1707, la batalla de Almansa, durante el conflicto internacional de la guerra de sucesión española. En este conflicto europeo dos aspirantes a reyes (extranjeros ambos) pretendían la Corona española y, en consecuencia, la hegemonía en América y Europa. Como resultado de esta batalla, Felipe de Anjou (después Felipe V) vio abierto el camino hacia su triunfo final, que no fue inmediato, pues la guerra de sucesión española terminó en 1714.

### Edad Contemporánea

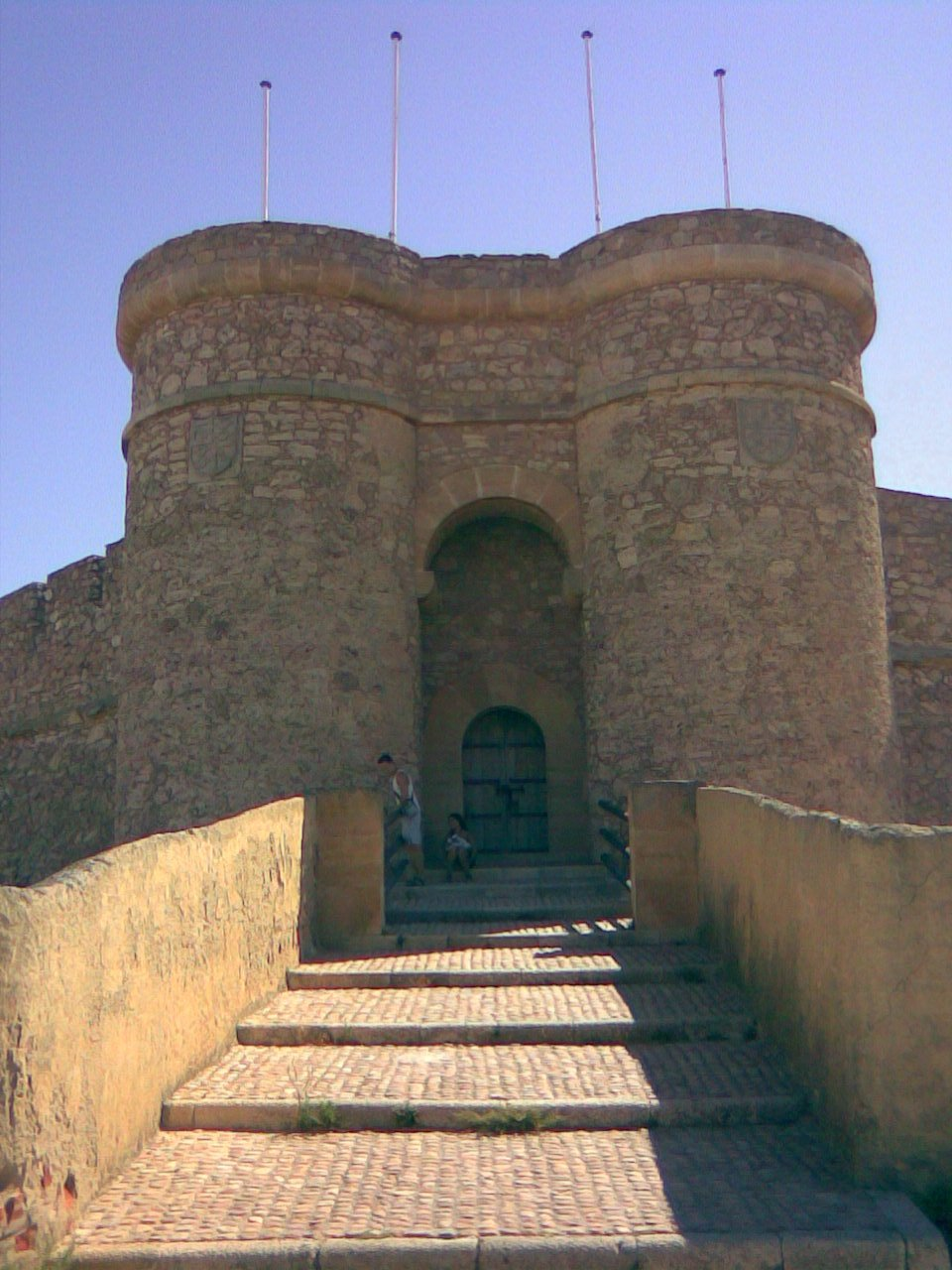
Chinchilla es la antigua capital de la provincia de Albacete

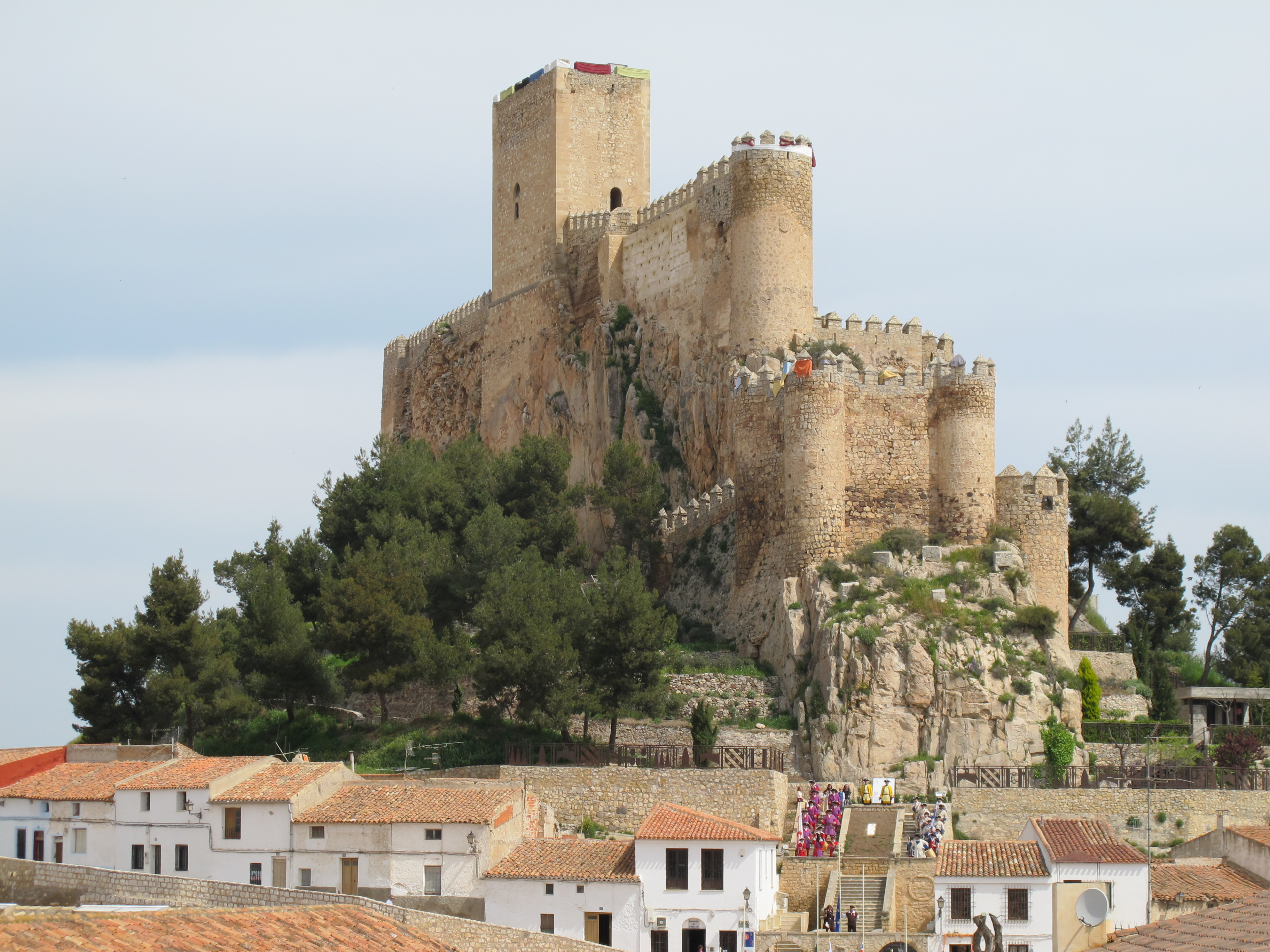
Vista del castillo de Almansa, escenario de importantes batallas

En 1822 se creó la efímera provincia de La Mancha Alta, componiéndola municipios de jurisdicciones sin vinculación histórica previa entre sí: La Mancha, Cuenca y del Reino de Murcia. La provincia, con capital en Chinchilla de Montearagón, se mantuvo durante poco tiempo debido a la vuelta al estado provincial anterior con la Década Ominosa.
En 1833 el ministro Javier de Burgos, sobre la base de la provincia de Chinchilla, creó la nueva provincia de Albacete, trasladando la capital a esta ciudad. Tras esta primera delimitación de 1833, los principales cambios territoriales posteriores fueron la salida de Villena en 1836, la entrada de Villarrobledo en 1846 y la salida de Requena en 1851. En 1861 Caudete solicitó su salida y anexión a la provincia de Alicante por su tradición histórica valenciana, pero este cambio no fue autorizado.
Desde su creación, la provincia formó parte de la Región de Murcia biprovincial hasta que en 1982 y tras un periodo intermedio en el que se debatió a qué Autonomía adscribirse durante la Transición, la provincia se integró en la comunidad autónoma de Castilla-La Mancha, a la que pertenece en la actualidad. 

## Población y ordenación urbana

### Demografía
Albacete es la tercera provincia castellanomanchega más poblada tras Toledo y Ciudad Real, con 389 070 habitantes (INE 2024), aportando el 18,49 % del total de la comunidad. Con una extensión de 14 926 km² (novena de toda España), cuenta con una densidad de población baja (26,07 hab/km²), similar a la media de Castilla-La Mancha (26,48 hab/km²), que contrastan con la media del país (96,1 hab/km²).
La mayor parte de la población se sitúa en los principales núcleos de la provincia, situados en los grandes ejes de comunicación y corredores industriales, y fundamentalmente en el área metropolitana de Albacete.
Evolución
| 1857    | 1887    | 1900    | 1910    | 1920    | 1930    | 1940    | 1950    |         |
| 201 118 | 231 073 | 237 877 | 264 698 | 291 833 | 332 619 | 374 472 | 397 100 |         |
| 1960    | 1970    | 1981    | 1991    | 2000    | 2005    | 2010    | 2015    | 2020    |
| 370 976 | 335 026 | 334 468 | 341 847 | 363 263 | 384 640 | 401 682 | 394 580 | 388 270 |

A lo largo de las décadas de los años 1950-1980, la provincia de Albacete sufrió una constante emigración hacia otras regiones del país. Sin embargo, durante la última década del siglo XX y la primera del siglo XXI, la situación se ha invertido, gracias a la inmigración desde otros puntos del país y también desde el extranjero.

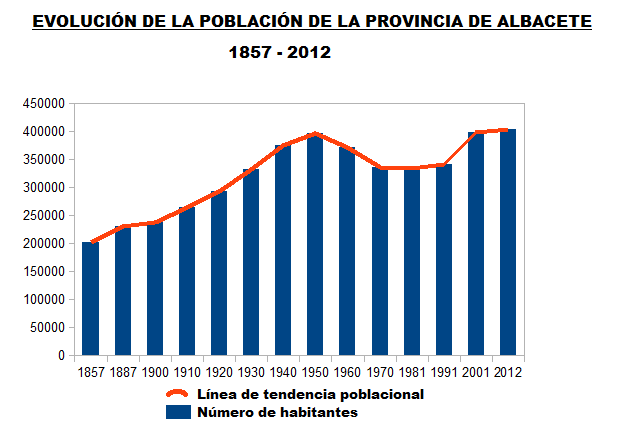
Evolución de la población de la provincia de Albacete

El siglo XX fue testigo también de un intenso fenómeno de éxodo rural, que afectó a toda la provincia pero con más intensidad a las comarcas de Sierra de Alcaraz y el Campo de Montiel, que hoy son las comarcas con menor densidad de población. La ciudad de Albacete fue la gran beneficiada de la provincia por este fenómeno: pasó de los 21 373 habitantes en el año 1900 a los 148 934 del año 2001.
Desde la creación de la provincia de Albacete (año 1833), hasta mediados del siglo XX, el número de habitantes se incrementó de forma exponencial, especialmente entre 1920 y 1950, pasando de cerca de 200 000 habitantes (1857) a alcanzar los 397 100 habitantes en 1950.
A partir de estos años se produjo un punto de inflexión, sucediéndose tres décadas sucesivas de pérdida de población a nivel provincial salvo en algunos núcleos puntuales (especialmente la capital), que volvió a crecer de forma significativa a partir de la década de 1990.
Población inmigrante
| Posición | Nacionalidad | Población |
| -------- | ------------ | --------- |
| 1.ª      | Rumania      | 6805      |
| 2.ª      | Marruecos    | 5438      |
| 3.ª      | Colombia     | 1183      |
| 4.ª      | Ucrania      | 1023      |
| 5.ª      | Bolivia      | 1003      |
| 6.ª      | Paraguay     | 872       |
| 7.ª      | Bulgaria     | 808       |
| 8.ª      | Senegal      | 757       |
| 9.ª      | Mali         | 658       |
| 10.ª     | Ecuador      | 642       |

A pesar de la moderada presencia de la inmigración en la provincia, en donde el 8 % de la población es de origen inmigrante (en 2009 sólo concentraba al 14,5 % del total de inmigrantes de Castilla-La Mancha), la ciudad de Albacete era el núcleo con más inmigrantes de toda la comunidad autónoma. Entre Albacete (7,4 % de población inmigrante), Hellín (10,5 %) y Villarrobledo (15,0 %) se reparten las tres cuartas partes de la población inmigrante de la provincia, lo que implica una caracterización de la inmigración puramente urbana.
La inmigración en la provincia es básicamente europea (43 % del total) y sudamericana (38 % del total), destacando la procedente de Rumania y de varios países de Europa del Este, en el caso de la inmigración europea, y la procedente de Bolivia, Colombia y Ecuador, en el caso de Sudamérica.

### Distribución
Municipios más poblados
La provincia de Albacete presenta una baja densidad de población (26,17 hab/km²), concentrada en gran medida en la capital y su área metropolitana lo que supone el 56,00 % del total de la provincia (INE 2018). Además, el 44,51 % de la población vive en la capital, siendo la 7.ª provincia donde mayor población se concentra en dicha ciudad, dado que la media nacional es del 31,85 % (INE 2018).
De 87 municipios que componen la provincia, solo seis superan los 10 000 habitantes; a pesar de ello, el 71,66 % de la población provincial es población urbana, frente al 28,34 % de población rural. 
Las mayores aglomeraciones urbanas de la provincia son la ciudad de Albacete, Hellín, Villarrobledo, Almansa y La Roda que además, cuentan con extensas áreas de influencia todas ellas superiores a las 40 000 personas y varios municipios de la propia provincia o de las limítrofes.
Actualmente tres son los municipios de la provincia que cuentan con más de 20 000 habitantes, Hellín, Villarrobledo y Almansa, a los que hay que sumar la ciudad de Albacete, mayor núcleo poblacional de toda Castilla-La Mancha y la segunda capital de provincia con mayor número de habitantes de la Submeseta Sur española tras Madrid.

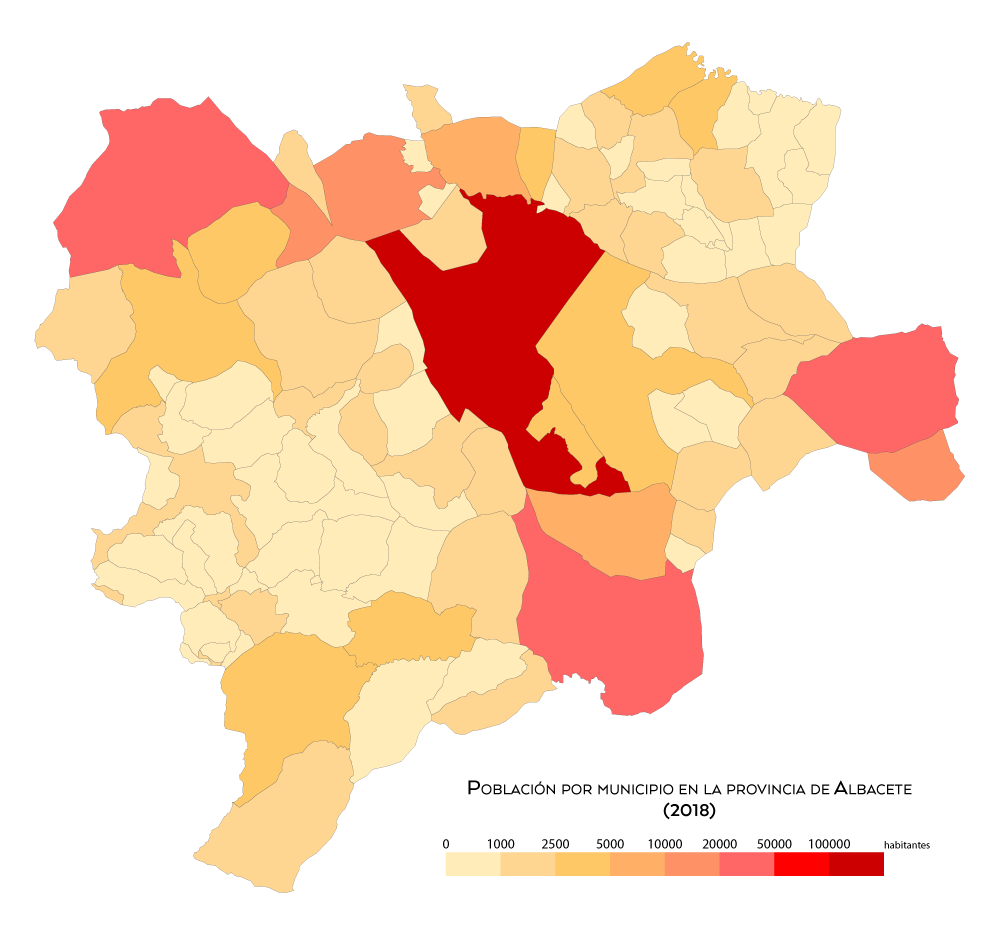
Población por municipio en 2018
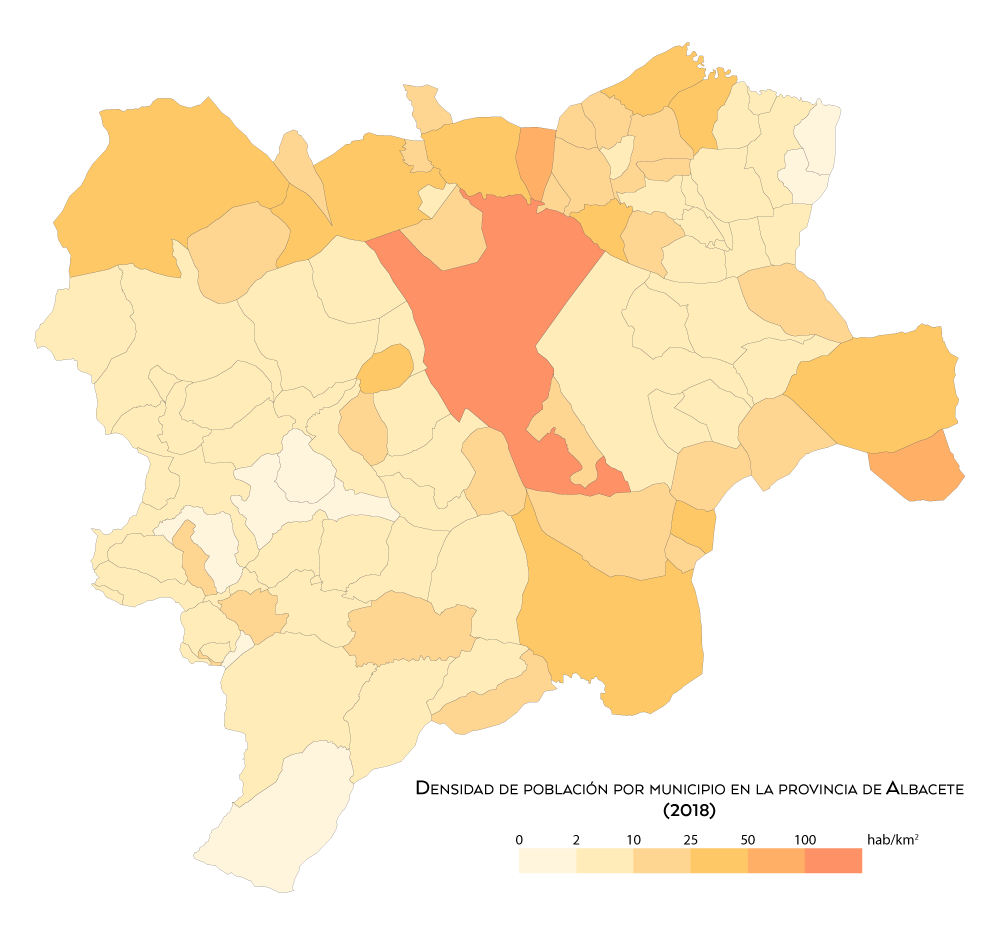
Densidad de población por municipio en 2018
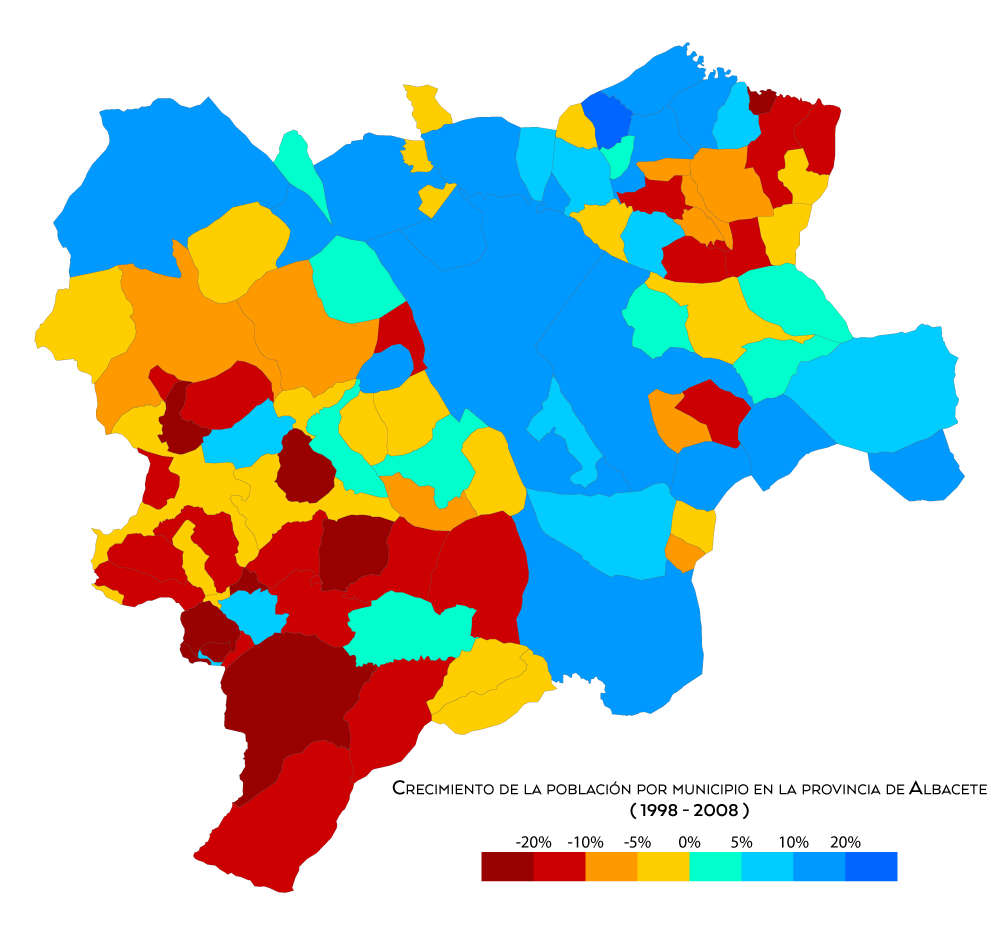
Crecimiento de la población por municipio entre 1998 y 2008
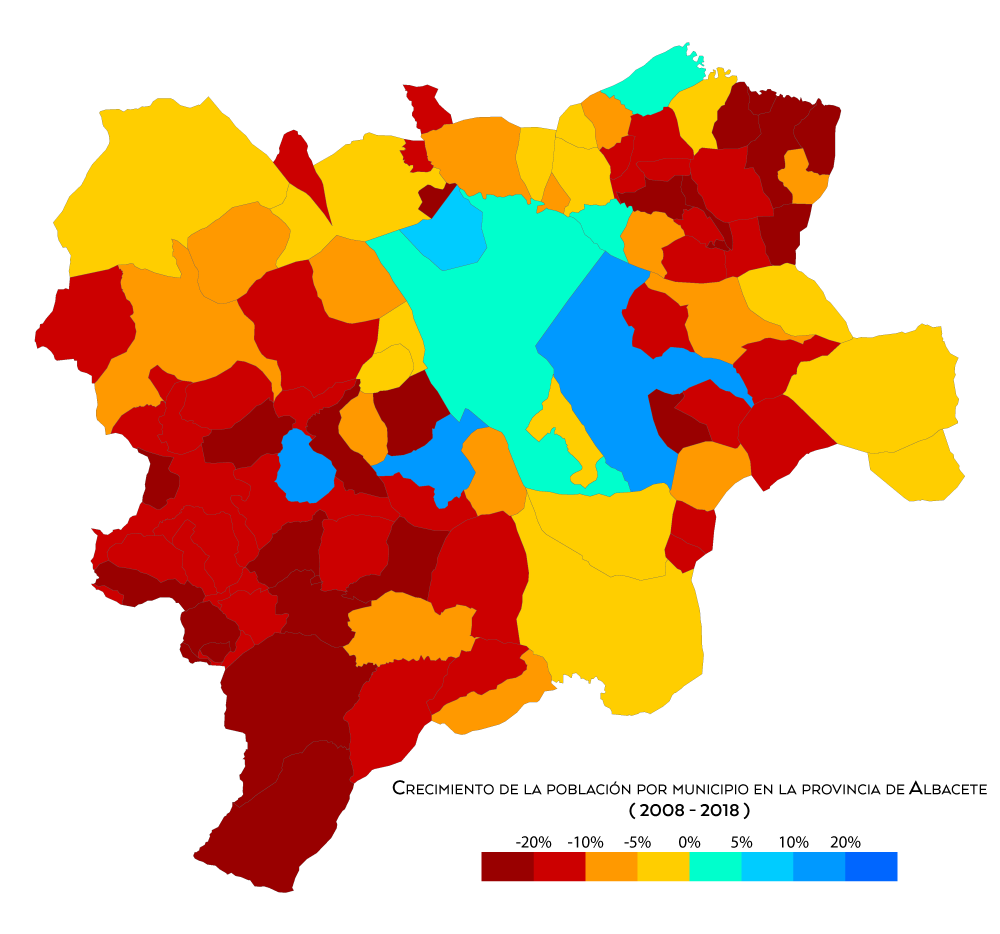
Crecimiento de la población por municipio entre 2008 y 2018

## Organización político administrativa

### Gobierno provincial

Vista lateral del palacio de la Diputación Provincial de Albacete

El Gobierno y la administración autónoma de la provincia corresponden a la Diputación Provincial de Albacete, organismo análogo al de las restantes provincias españolas. La Diputación fue creada en 1835, a raíz de la organización de España en provincias. En aquella época ejerció competencias en materia de obras públicas, educación, beneficencia, así como funciones intermedias entre los municipios y la administración del Estado.
Integran la Diputación Provincial, como órganos de Gobierno de la misma, el presidente, los vicepresidentes, la Corporación, el Pleno y las Comisiones informativas. El presidente desde 2015 es Santiago Cabañero Masip (PSOE).
Presidentes de la Diputación Provincial de Albacete desde la Transición
- 1976-1979: Estanislao Valero Soriano (PSOE)
- 1979-1995: Juan Francisco Fernández Jiménez (PSOE)
- 1995-1999: Emigdio de Moya Juan (PP)
- 1999-2001: Francisco Segovia Solana (PSOE)
- 2001-2011: Pedro Antonio Ruiz Santos (PSOE)
- 2011-2015: Francisco Javier Núñez Núñez (PP)
- 2015-: Santiago Cabañero Masip (PSOE)

### Organización territorial

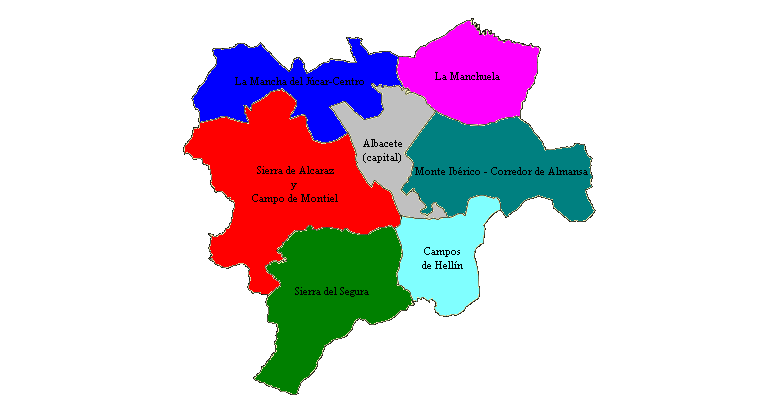
Mapa de mancomunidades en la provincia de Albacete

Comarcas actuales (o mancomunidades):
- Albacete
- Campos de Hellín
- La Mancha del Júcar-Centro
- La Manchuela (mancomunidad)
- Monte Ibérico-Corredor de Almansa
- Sierra de Alcaraz y Campo de Montiel
- Sierra del Segura (No confundir con la comarca homónima de la vecina provincia de Jaén)

Comarcas tradicionales:
- Corredor de Almansa
- Campo de Montiel albaceteño (perteneciente al ámbito del Campo de Montiel, comarca compartida con la provincia de Ciudad Real)
- Campos de Hellín (con las seis villas de la Encomienda de Segura, ahora en la Sierra del Segura)
- Mancha Alta albaceteña (perteneciente al ámbito de la Mancha Alta, comarca compartida con las provincias de Ciudad Real, Cuenca y Toledo)
- Mancha de Montearagón
- La Manchuela (compartida con la provincia de Cuenca)
- Sierra de Alcaraz o Alfoz de Alcaraz (Toda la zona montañosa salvo las seis villas de la Encomienda de Segura)

### Partidos judiciales

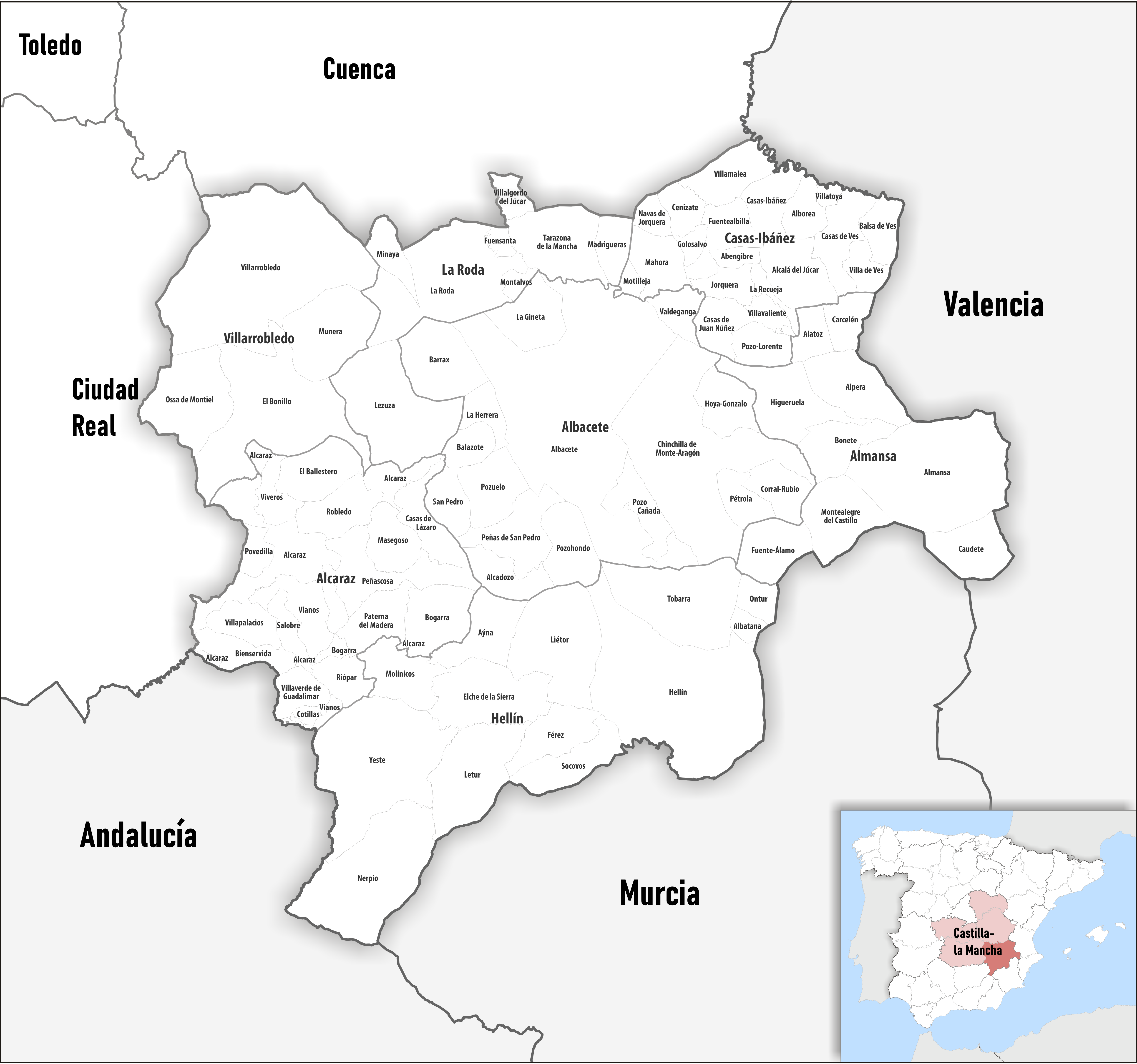
Municipios y partidos judiciales de la provincia de Albacete

- Albacete
- Alcaraz
- Almansa
- Casas Ibáñez
- Hellín
- La Roda
- Villarrobledo

## Infraestructuras y equipamiento

### Transportes y comunicaciones

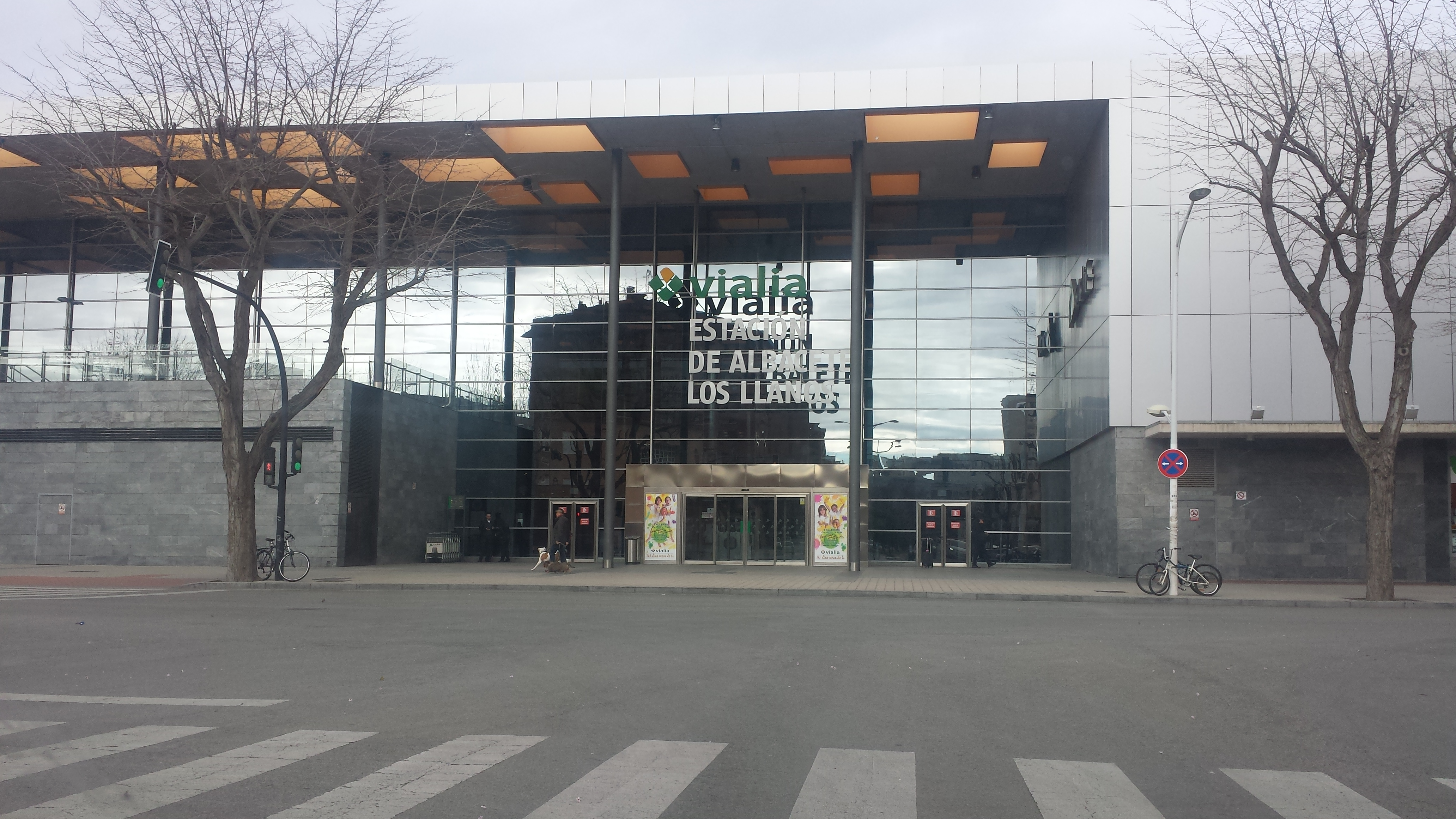
Estación de Albacete-Los Llanos

#### Red de carreteras
Debido a la estratégica situación de la provincia entre el centro peninsular y el levante español, las vías de comunicación son excelentes. Su estratégica situación a medio camino entre el centro peninsular, la zona de Levante y Andalucía, hace que la provincia se erija como uno de los nudos de comunicaciones más importantes del sureste español, con autovías hacia Madrid, Valencia, Alicante, Toledo, Ciudad Real y Murcia.
Autopistas y autovías
| Red de autovías que atraviesan la provincia de Albacete                                                                                    | Red de autovías que atraviesan la provincia de Albacete | Red de autovías que atraviesan la provincia de Albacete                                                                          | Red de autovías que atraviesan la provincia de Albacete | Red de autovías que atraviesan la provincia de Albacete |
| Identificador | Denominación                                            | Itinerario | Conexiones viarias más importantes                      | Titularidad                                             |
| --- | ------------------------------------------------------- | --- | ------------------------------------------------------- | ------------------------------------------------------- |
| A-30 | Autovía de Murcia                                       | Albacete - Tobarra - Hellín - Murcia - Cartagena                                                                                 | A-31 A-33 A-7                                           | Estatal                                                 |
| A-31 | Autovía de Alicante                                     | Atalaya del Cañavate - Albacete - Hoya-Gonzalo - Almansa - Alicante                                                              | A-30 A-32 AP-36 A-43 A-3 A-35 A-7 AP-7                  | Estatal                                                 |
| A-32 | Autovía Linares-Albacete                                | Bailén - * - Linares - * - Alcaraz - Albacete                                                                                    | A-31 A-44 A-4                                           | Estatal                                                 |
| A-35 | Autovía Almansa-Játiva                                  | Almansa - Fuente la Higuera - Canals - Játiva                                                                                    | A-31 A-7                                                | Estatal                                                 |
| A-43 | Autovía Extremadura - Comunidad Valenciana              | Mérida - Almadén - Puertollano - Miguelturra - Daimiel - Manzanares - Tomelloso - Villarrobledo - Atalaya del Cañavate ( A-3 )   | AP-36 A-31 A-3 A-4                                      | Estatal                                                 |
| * | Autovía de Los Llanos                                   | Autovía Linares-Albacete - * - Parque Aeronáutico y Logístico - * - Aeropuerto de Albacete - * - Maestranza Aérea - * - Albacete | CM-3203 N-301a A-32                                     | Autonómica                                              |
| * | Autovía del Júcar                                       | Cuenca - * - Motilla del Palancar - * - Autovía del Este - * - Mahora - * - Polígono Industrial de Romica - * - Albacete         | N-322 A-3 N-320 A-40 N-420 N-400                        | Autonómica                                              |
| * | Ronda Norte de Albacete                                 | Autovía de Alicante - * - Parque Empresarial de Campollano - * - Polígono Industrial de Romica - * - N-322                       | N-322 A-31 Autovía del Júcar *                          | Autonómica                                              |
| Notas: * en construcción o proyecto, en negrita las localidades o lugares más importantes de la provincia de Albacete cercanas al trazado. |                                                         | |                                                         |                                                         |

Ferrocarril y aeropuerto

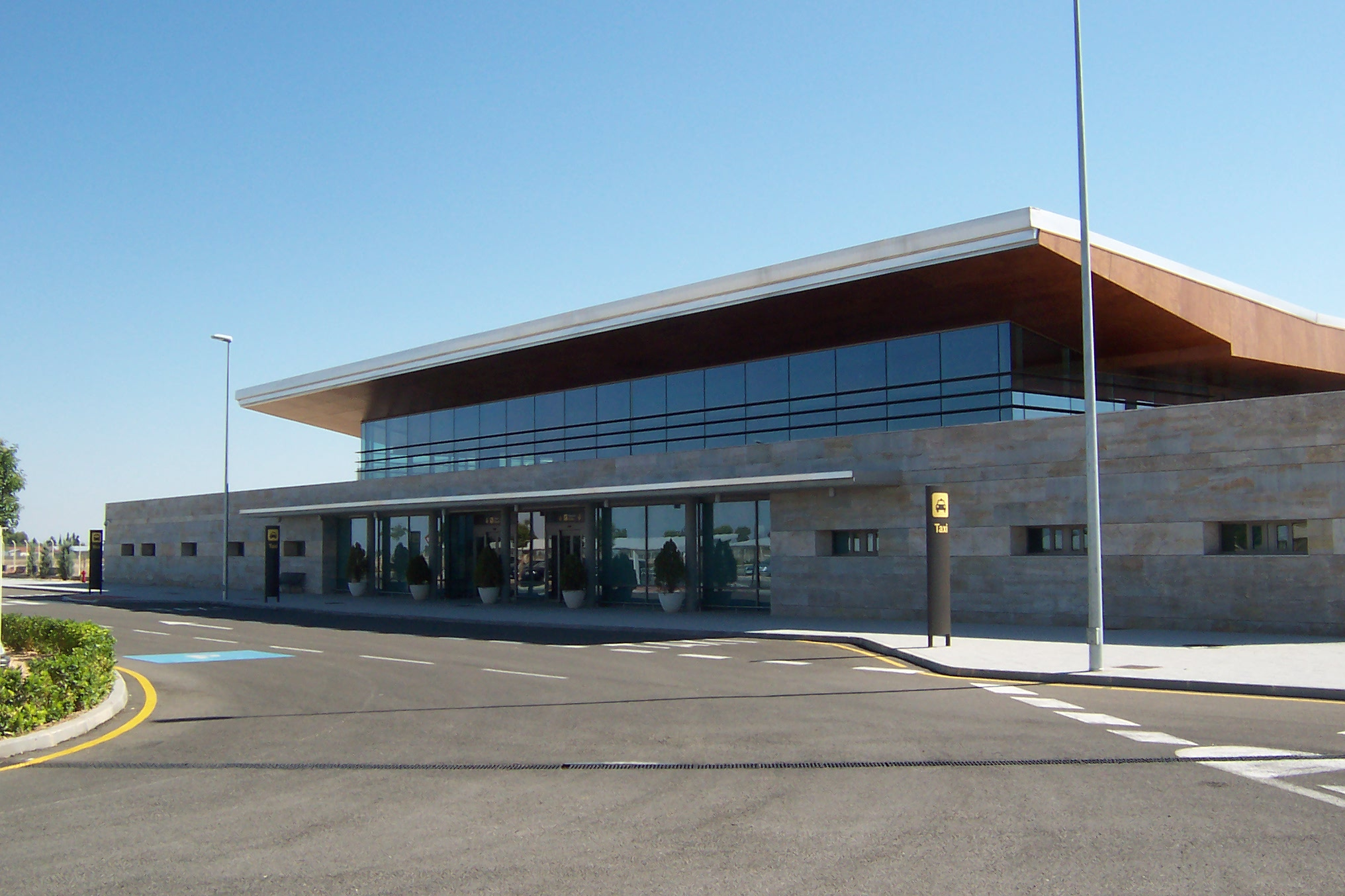
Aeropuerto de Albacete

Por ferrocarril, la provincia está comunicada desde los inicios de este medio de transporte en España. La línea Madrid-Alicante fue la primera de largo recorrido en prestar servicio en el país. También transcurren por la provincia la línea hacia Cartagena y Valencia.
Existen estaciones con parada en Albacete, Almansa, Hellín, La Roda, Villarrobledo, Minaya, La Gineta y Caudete.
La ciudad de Albacete posee una estación con parada del AVE.
La provincia cuenta con el aeropuerto de Albacete-Los Llanos que está situado 4 km al sur de Albacete, en la carretera CM-3203. Dicho aeropuerto comenzó a funcionar oficialmente como aeropuerto civil en 2003, compartiendo instalaciones con la Base Aérea de Los Llanos.

## Economía
Albacete ha sido tradicionalmente una provincia de predominio agrícola, en especial del cultivo de secano, destacando las producciones de cereales, vid, olivo, y en determinadas zonas también de azafrán y hongos. Durante el siglo XX, el regadío tuvo un notable crecimiento en la provincia.
En cuanto a la industria, destacan la industria alimentaria, con ejemplos tales como la producción de vino y quesos en Villarrobledo, la industria química en La Roda, la del calzado en Almansa, la tradicional cuchillería en Albacete o la industria metalúrgica en Villarrobledo.
Desde finales del siglo XX ha tenido un auge vertiginoso la producción de energía eólica, con la instalación de numerosos parques eólicos, situando a la provincia en el segundo puesto a nivel nacional, después de Navarra.

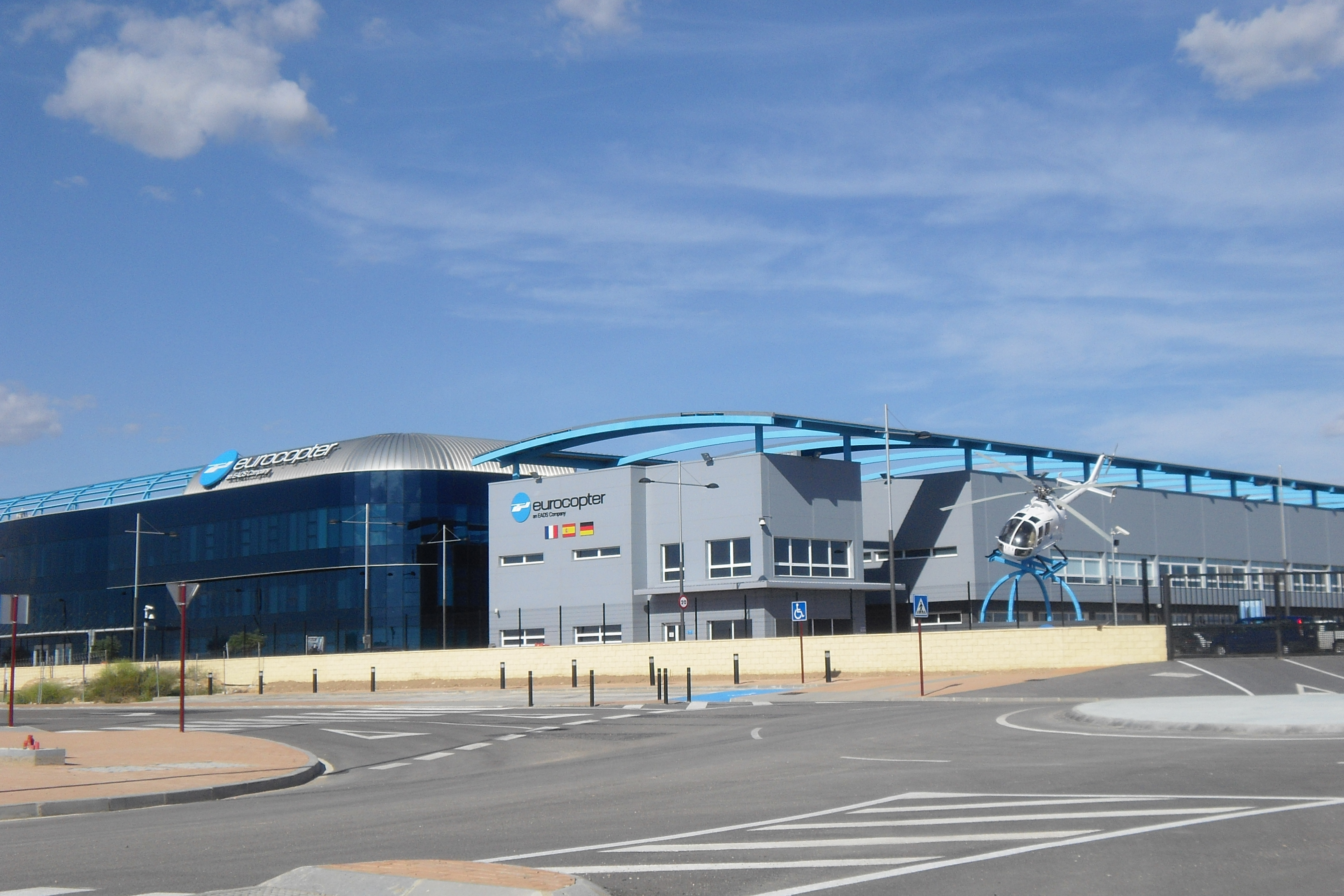
Parque Aeronáutico y Logístico de Albacete

También se está produciendo un gran desarrollo de la industria aeronáutica, destacando el Parque Aeronáutico y Logístico de Albacete, donde, entre otras, se encuentra la factoría de Airbus Helicopters España, junto al aeropuerto de Albacete y la Base Aérea de Los Llanos.
En 2007, la provincia de Albacete tenía una renta per cápita de 16 731 €, lo que a nivel nacional la sitúa en el puesto 46 de las 50 provincias españolas.
En 2008 fue inaugurada en El Bonillo una planta termosolar capaz de suministrar electricidad a 800 000 personas, el doble de la población en 2013 de toda la provincia.

## Cultura

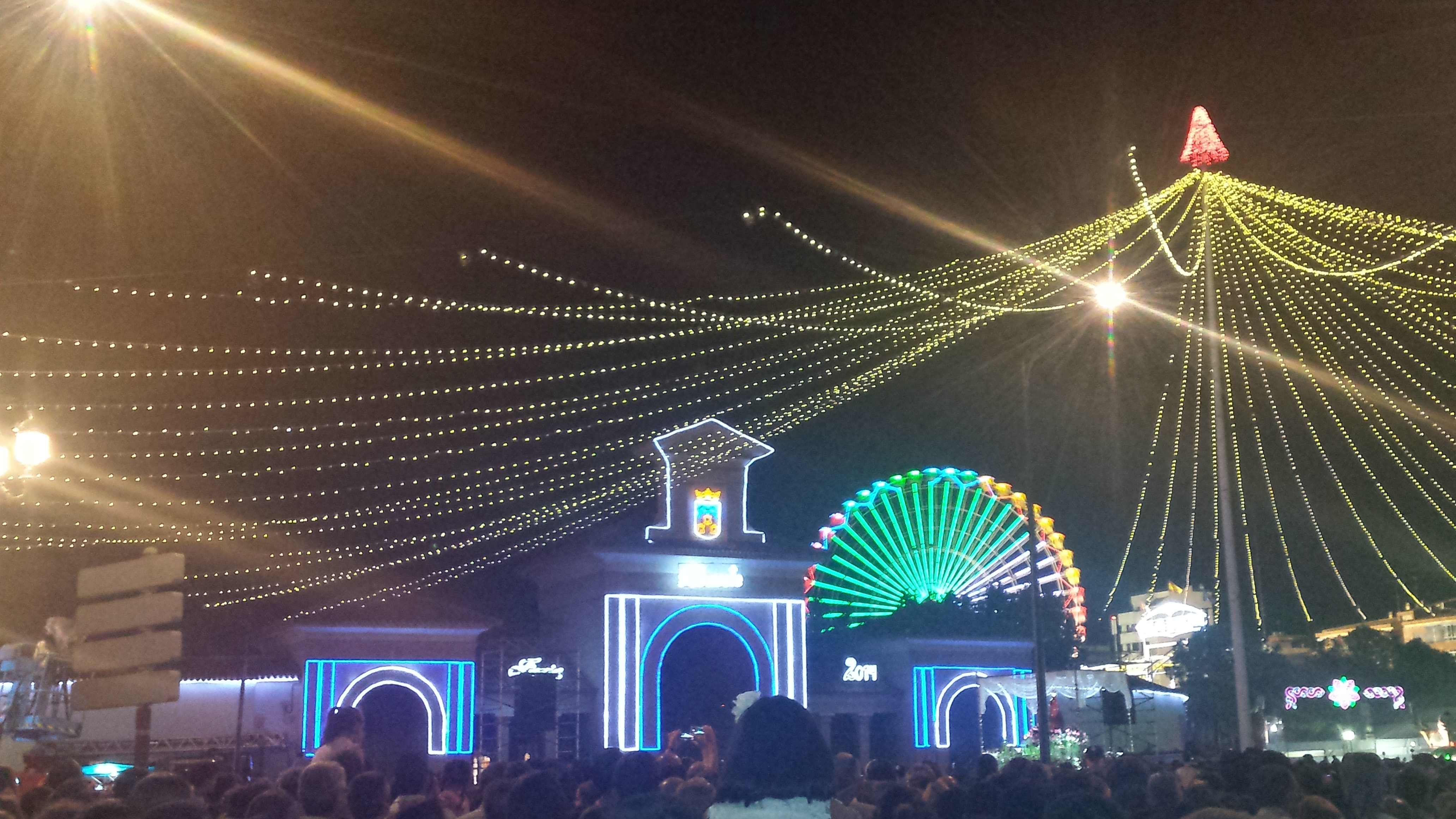
La Feria de Albacete, declarada de Interés Turístico Internacional, recibe anualmente más de dos millones de visitantes

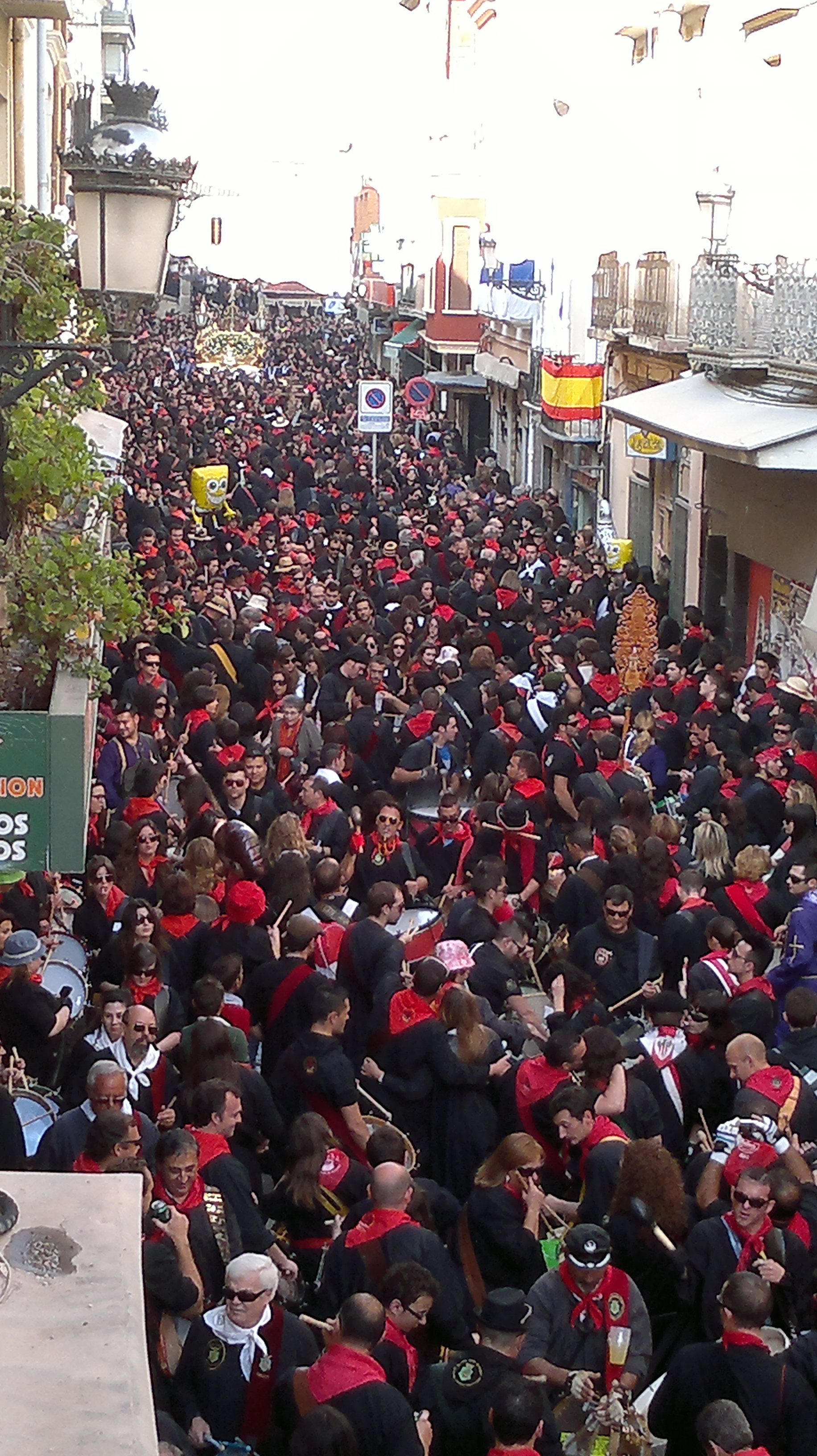
Tamborada de la Semana Santa en Hellín

#### Fiestas de interés turístico
La provincia cuenta con diversas fiestas declaradas de Interés Turístico en sus diversas categorías:

##### Fiestas de Interés Turístico Internacional
- Feria de Albacete: Interés Turístico Internacional. Sus orígenes documentados se remontan a 1375. Considerada informalmente como la mejor Feria del mundo.
- Semana Santa de Hellín: Interés Turístico Internacional. Tiene sus orígenes en la visita de San Vicente Ferrer a la localidad en 1411. Destacan las celebraciones de tamboradas multitudinarias.
- Fiestas Mayores de Almansa: Interés Turístico Internacional. Tienen su origen en las romerías al Santuario de Belén que comenzaron en 1802. A partir de 1975 se incorporaron elementos de Moros y Cristianos, siendo el rasgo más característico en la actualidad.[16]

##### Fiestas de Interés Turístico Nacional
- Semana Santa de Tobarra: Interés Turístico Nacional.
- Semana Santa de Albacete: Interés Turístico Nacional.
- Alfombras de Serrín de Elche de la Sierra (Corpus Christi): Interés Turístico Nacional y Bien de Interés Cultural Inmaterial.
- Carnaval de Villarrobledo: Interés Turístico Nacional.

##### Fiestas de Interés Turístico Regional
- Moros y Cristianos de Caudete: Interés Turístico Regional. Sus primeras referencias escritas son de 1588. El acto central, los Episodios Caudetanos, son el primer Bien de Interés Cultural Inmaterial de Castilla-La Mancha.
- Fiestas de San Bartolomé Apóstol en Tarazona de la Mancha (siglo XVII): Interés Turístico desde 1970.
- Carnaval de La Roda: Interés Turístico Regional.
- Carnaval de Tarazona de la Mancha: Interés turístico regional.
- Semana Santa de Villarrobledo: Interés Turístico Regional.
- Semana Santa de Chinchilla de Montearagón (inicio en 1584): Interés Turístico Regional.[17]
- Romería de San Bartolomé y Feria de Tradiciones Populares de Yeste, declaradas de Interés Turístico Regional.
- Romería de Nuestra Señora de Cortes (siglo XIII) en Alcaraz: Declarada de Interés Turístico Regional.[18]Es la romería más importante de la provincia, llegando a acoger hasta 20.000 peregrinos procedentes principalmente de las provincias de Albacete, Murcia, Jaén y Ciudad Real. La Virgen de Cortes es, seguramente, la principal devoción provincial y una de las más importantes de Castilla-La Mancha.
- Romería del Cristo del Sahúco en Peñas de San Pedro (28 de agosto): supone una de las manifestaciones religiosas más peculiares y multitudinarias de la provincia. La romería transcurre entre el municipio de Peñas de San Pedro y la pedanía de El Sahúco.
- Feria de Munera, declarada Fiesta de Interés Turístico Regional.

#### Caminos y rutas culturales
Dada la importancia a nivel nacional de los restos arqueológicos de época ibera aparecidos en la provincia de Albacete (la Dama oferente del Cerro de los Santos, la Bicha de Balazote, la Dama de Caudete o las Esfinges de El Salobral, por citar algunos) por aquí pasa la Ruta de los Iberos del Sureste, recorriendo los principales museos y yacimientos. Esta ruta se divide en dos itinerarios:
- Ruta Qarth Hadast- Castulo: parte de la ciudad de Cartagena y llega hasta Lezuza, uniendo las dos importantes ciudades romanas de Cartago Nova y Libisosa y atravesando toda la Región de Murcia y la parte central de Albacete.
- Vía Heraclea: parte de la ciudad de Jumilla hasta llegar de nuevo a las ruinas de Libisosa, cruzando el norte murciano y la parte oriental de Albacete.

A finales del siglo XX tomó gran importancia la difusión de los diferentes Caminos de Santiago que recorren la provincia de Albacete, entre ellos la Ruta de la Lana. Este camino une la ciudad de Alicante con la de Burgos, donde se une con el Camino Francés, y recorre la provincia de Albacete entrando por Caudete hasta Villamalea, pasando por los términos municipales de Almansa, Bonete, Alpera, Alatoz, Alcalá del Júcar y Casas-Ibáñez.
Otro Camino de Santiago que atraviesa la provincia de Albacete es el Camino de Levante. Este camino une la ciudad de Valencia con la de Zamora, donde se une con la Ruta de la Plata, y recorre la provincia de Albacete desde Almansa hasta Minaya, pasando también por los términos municipales de Higueruela, Hoya-Gonzalo, Chinchilla de Montearagón, Albacete, La Gineta y La Roda.
El tercer Camino de Santiago que recorre la provincia es el Camino del Sureste, que saliendo también de la ciudad de Alicante entra en la provincia por Caudete y de aquí se dirige a Montealegre del Castillo, Pétrola, Albacete, La Roda y Minaya. Desde aquí continúa hasta Benavente, donde se une con la Ruta de la Plata.
A nivel provincial destaca el Camino de Cortes que recorre la vía verde de la sierra de Alcaraz y que tiene como fin el Real Monasterio y Santuario de Cortes.
Cruza la provincia también la famosa Ruta del Quijote atravesando los pueblos de Ossa de Montiel, Munera, El Bonillo y Villarrobledo.
Por el extremo oriental de la provincia pasa la Ruta de Jaime I, haciendo parada en Caudete. Este camino sigue los itinerarios que hizo este monarca aragonés en el siglo XIII.

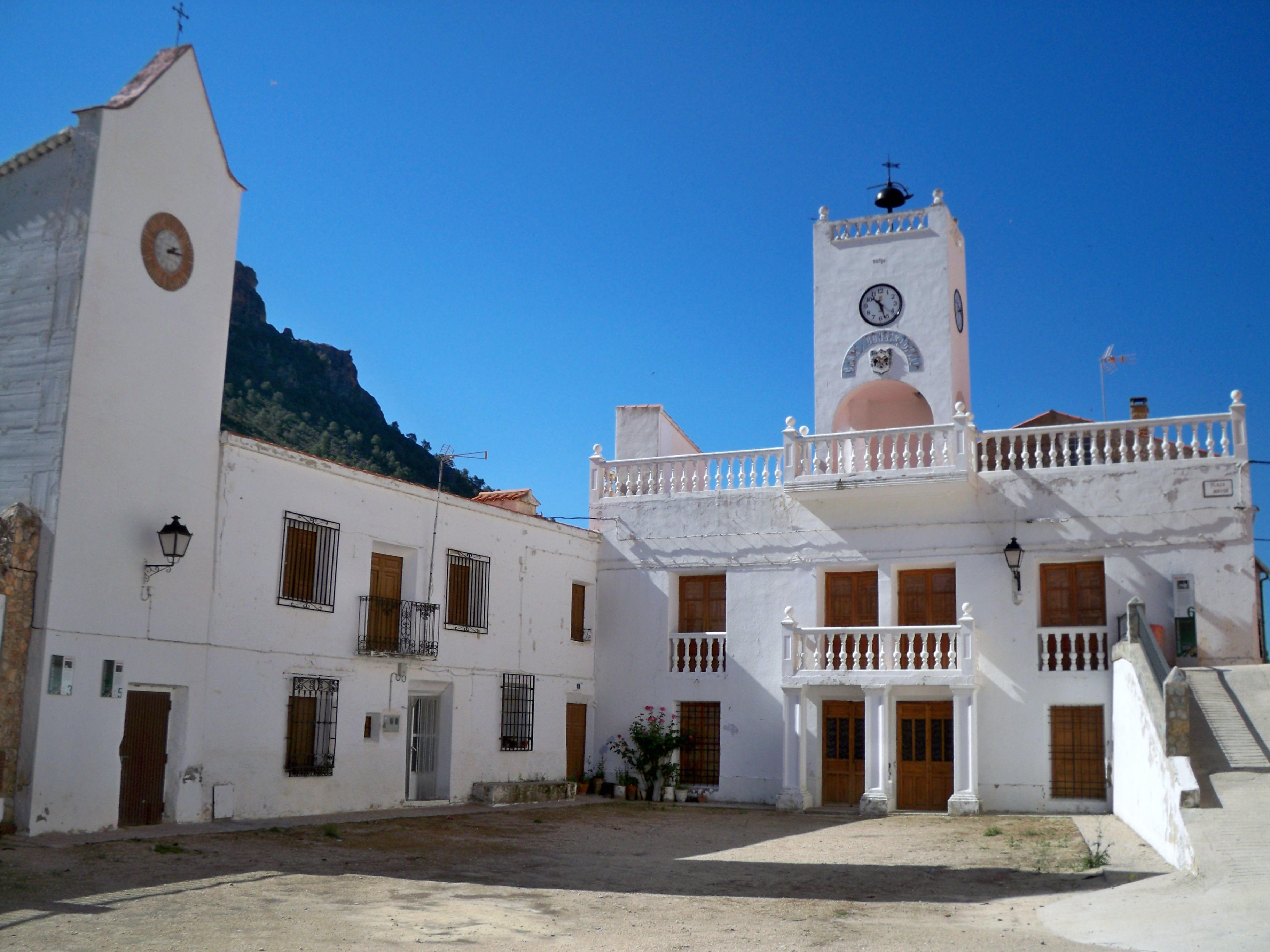
Plaza Mayor de Molinicos, escenario del rodaje de la película Amanece, que no es poco convertida en ruta cultural

Además, la sierra del Segura de Albacete cuenta con varias otras rutas de interés, como son la del nacimiento del río Mundo en el municipio de Riópar, la ruta de la película de culto Amanece, que no es poco, en Ayna, Liétor, Molinicos y Férez, o la de los tradicionales encierros de los municipios serranos.

### Museos
- Museo Arqueológico de Albacete.

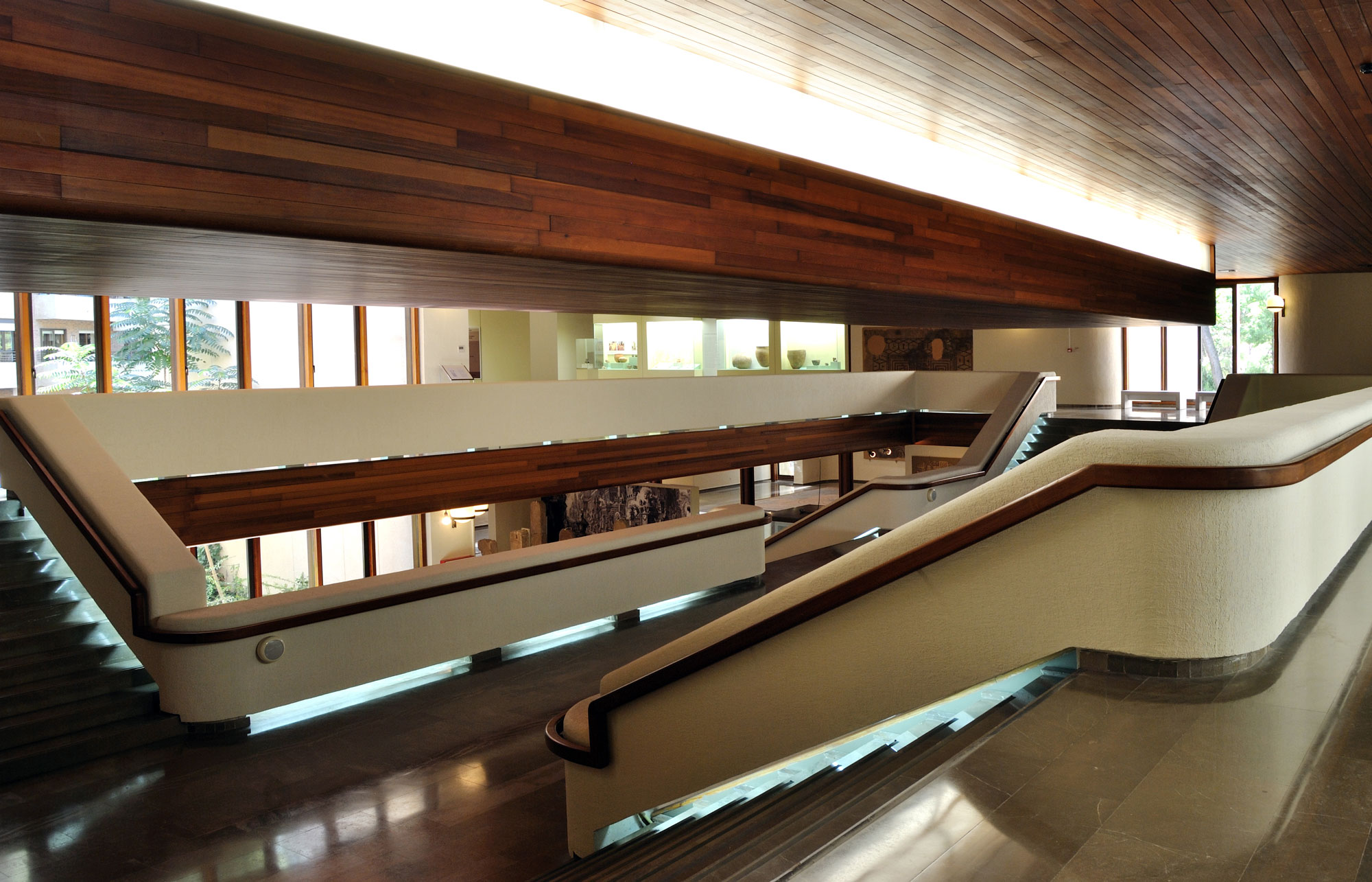
Museo Arqueológico de Albacete

- Museo etnológico y arqueológico de Hoya-Gonzalo.
- Museo y parque arqueológico de Libisosa- Lezuza.
- Museo de la Acuarela "Rafael Requena" de Caudete

### Literatura

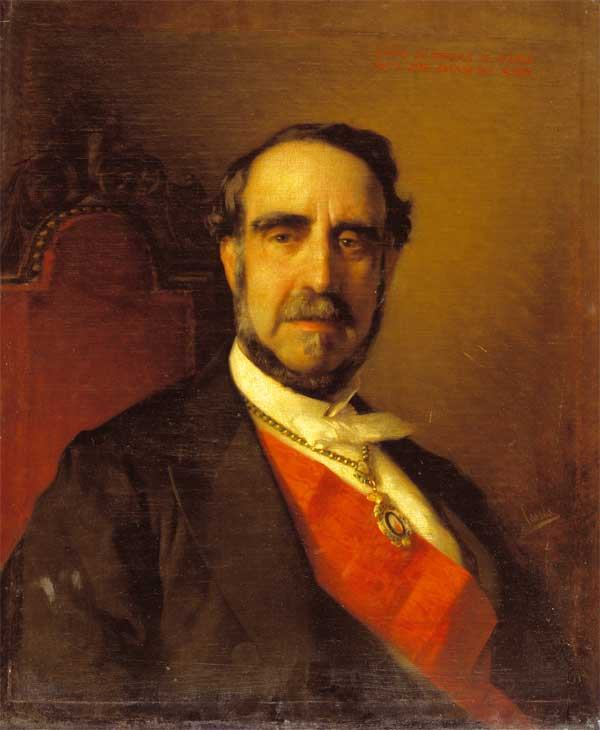
Mariano Roca de Togores y Carrasco, marqués de Molíns

El fenómeno literario albacetense comienza a cobrar importancia a mediados del siglo XIX y alcanza su máxima expresión durante la Segunda República Española. Anteriormente podemos destacar los romances de Montesinos y Rosaflorida en el siglo XV, los romances de Fontefrida en el siglo XVI o la obra de Cristóbal Lozano en el siglo XVII.
Narrativa
Hasta la llegada del siglo XX, fecha clave en la narrativa albacetense, podemos destacar la obra de Melchor de Macanaz en el siglo XVIII y del marqués de Molíns y Octavio Cuartero en el siglo XIX. La narrativa albacetense alcanza su época de oro en los años 20 y 30 del siglo XX, sobre todo durante la República. En esa época destacan autores como Roberto Molina, Artemio Precioso, Mariano Tomás y Huberto Pérez de la Ossa, quienes desarrollan una escritura pura. Tras la Guerra Civil la narrativa local sufre un colapso del que le costaría recuperase. Durante la Posguerra surgen dos generaciones de escritores que levantan el gran vacío que se había producido. La Primera Generación de la Posguerra, marcada por la decadencia del momento en la literatura española, se caracteriza por desarrollar su escritura en la prensa de la época. De esta Generación sobresalen Francisco del Campo Aguilar, Mariano Sola y Martínez, Vicente Garaulet, José S. Serna y Andrés Ochando. En la Segunda Generación de la Posguerra, la narrativa brilla por su diversidad, destacando por encima de los demás Rodrigo Rubio. Actualmente, el panorama literario está compuesto por numerosos autores de corrientes muy diversas.
Poesía
Los poetas albaceteños escriben libremente sin dejarse influir por las tendencias del momento hasta la década de los 40, cuando la poética local toma conciencia de tres corrientes: la lírica estilista y formal, la poesía social, y el arraigamiento. Durante la Posguerra los poetas albaceteños reciben influencia de la generación del 98 y comienzan a apreciarse influjos realistas en sus obras. Ya en los años 50 y 60 la poesía local se empapa del Realismo y de las formas surrealistas tan contrarias, destacando de forma extraordinaria Antonio Martínez Sarrión, el lírico albaceteño más universal y reconocido. La generación de los 70 huye de la poesía que se estaba haciendo hasta entonces e incluye nuevos razonamientos estéticos. Esta Generación está compuesta por poetas como Amador Palacios. Por último, la denominada Última Generación está formada por poetas de muy diversa índole, entre los que destacan Ángel Antonio Herrera o Arturo Tendero.

### Gastronomía

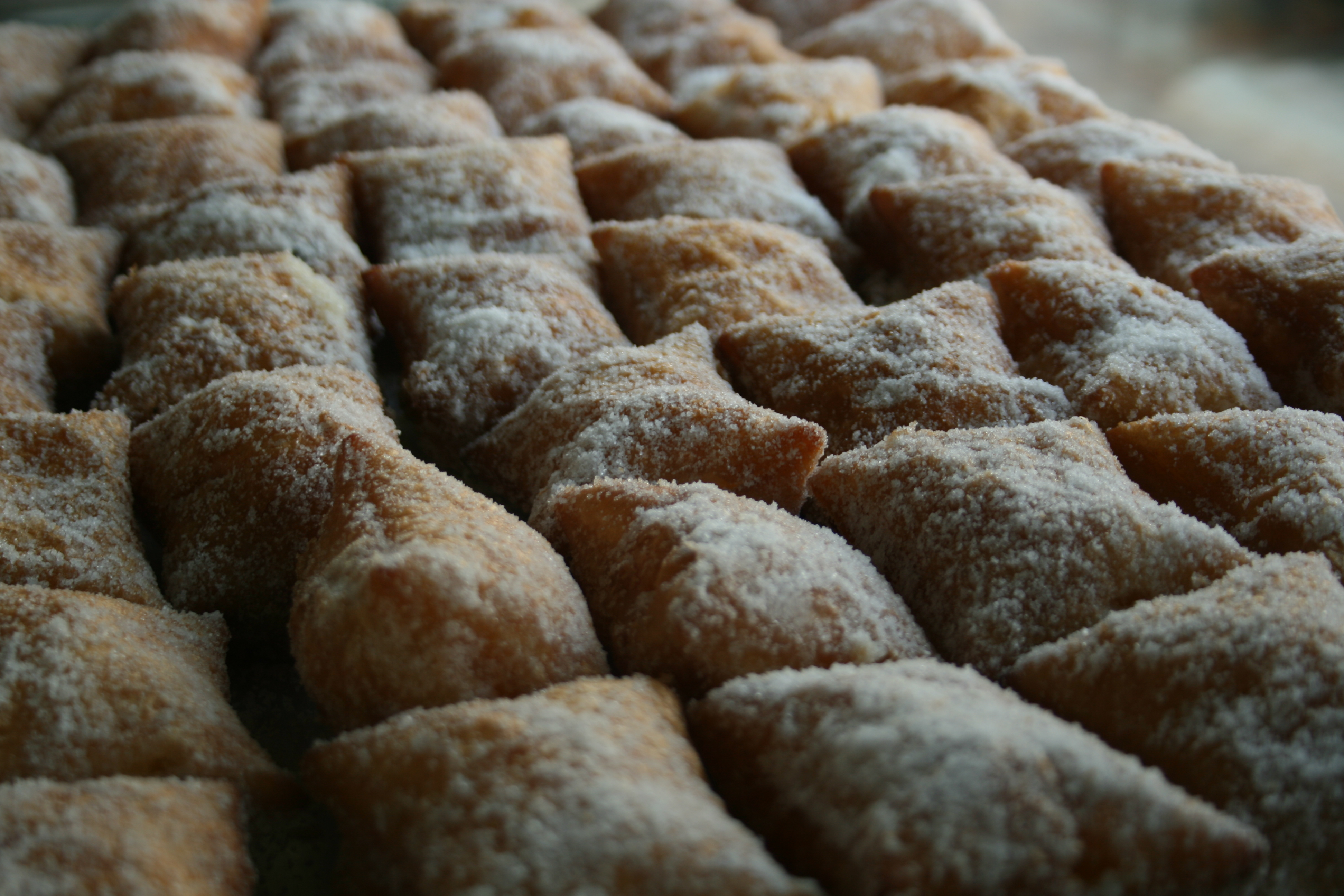
Miguelitos de La Roda

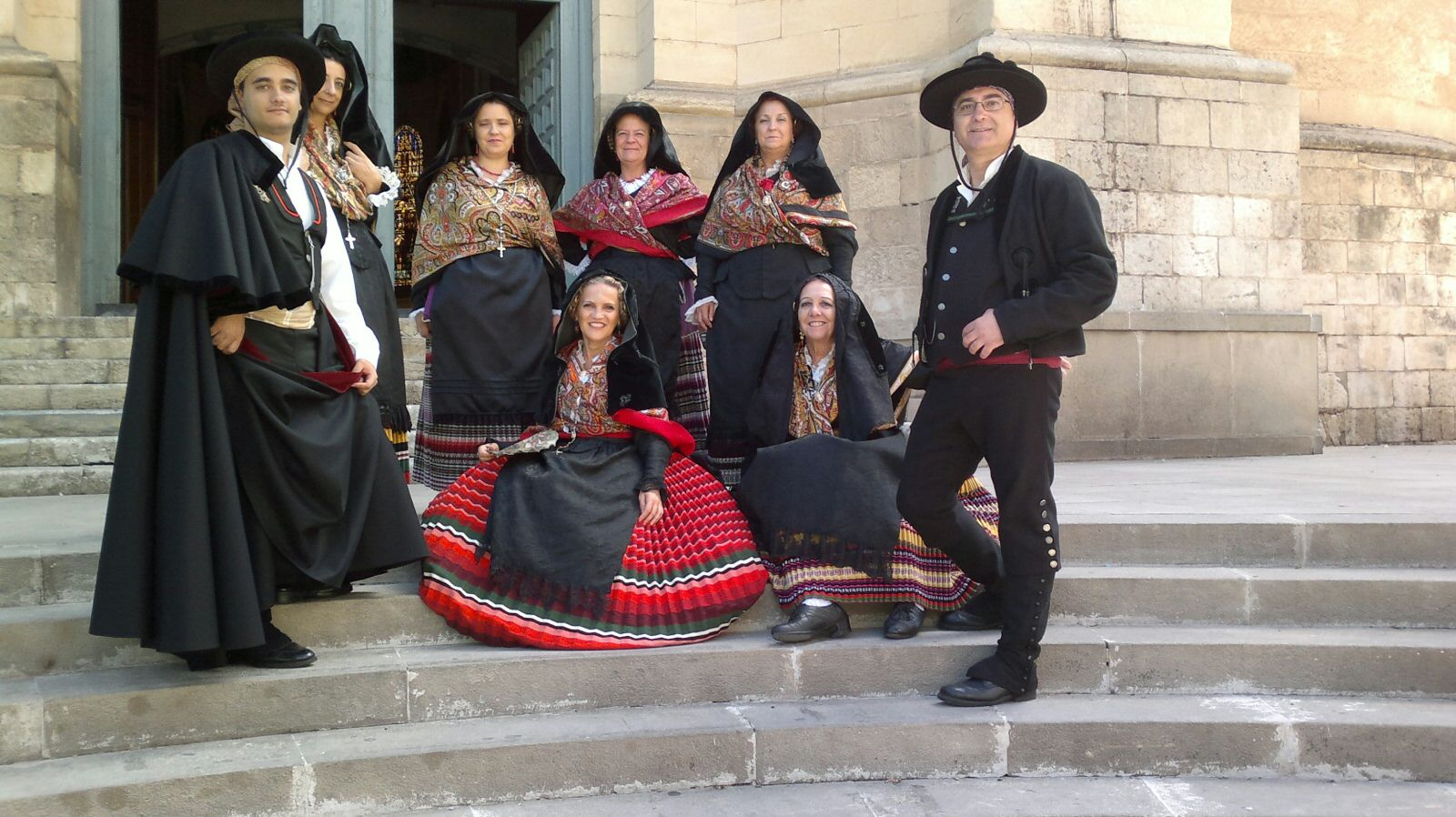
Miembros de un grupo de folclore con el Traje tradicional de La Mancha

### Denominaciones de Origen
La provincia cuenta con diversas denominaciones de origen de productos alimenticios, algunas de ellas compartidas con otras provincias o regiones. Todas ellas de una contrastada calidad:
- D.O. Vino de Almansa (la única D.O. con solo municipios de la provincia).
- D.O. Vino de Jumilla: se incluyen los municipios albaceteños de Ontur, Tobarra, Albatana, Hellín, Montealegre del Castillo y Fuente-Álamo.
- D.O. Vino de La Mancha: se incluyen los municipios manchegos de la provincia.
- D.O. Vino de La Manchuela: se incluyen los municipios albaceteños de La Manchuela.
- D.O. Arroz de Calasparra: se incluye el municipio de Hellín.
- D.O. Azafrán de La Mancha: se incluyen los municipios manchegos de la provincia.
- D.O. Queso manchego: se incluyen los municipios manchegos de la provincia.
- Indicación Geográfica Protegida (I.G.P.) Cordero Manchego: se incluyen los municipios manchegos de la provincia, La Manchuela albaceteña, la zona centro de la provincia y el Corredor de Almansa.
- I.G.P. Vinos de la Tierra de Castilla: se incluyen los vinos producidos en toda Castilla-La Mancha y que no estén amparados por una Denominación de Origen.

### Deporte

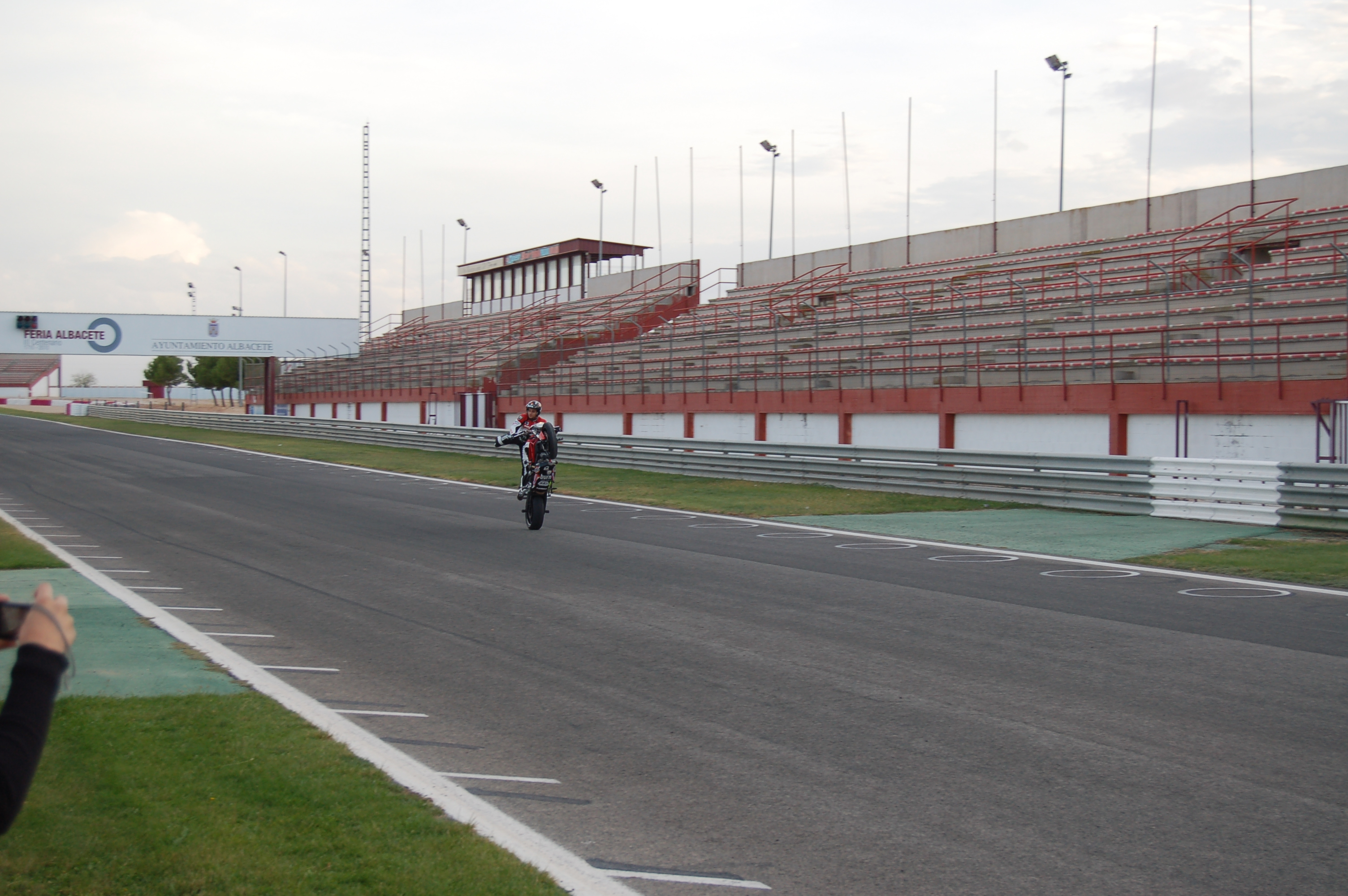
El Circuito de Albacete acoge importantes pruebas nacionales e internacionales del mundo del motor

La provincia de Albacete cuenta con infraestructuras destacadas del mundo del deporte como el estadio Carlos Belmonte o el circuito de Albacete.

## La cuestión de Albacete
La provincia de Albacete diseñada por Javier de Burgos en 1833 se configuró a partir de las tierras septentrionales del Reino de Murcia (partidos de Albacete y Chinchilla, y parte de los de Hellín, Villena, Cieza y Segura de la Sierra), y las tierras meridionales del Reino de Castilla (La Roda, la Manchuela, la Sierra de Alcaraz y el Campo de Montiel).
De esta manera, en la provincia de Albacete se produjo un fenómeno insólito en la configuración del mapa provincial español: se unieron en una misma provincia pueblos murcianos y castellanos (además de uno valenciano, Caudete), con gentes de distintos reinos, tradiciones históricas dispares, diferente personalidad regional, y cultura y derecho diversos.
Debido a estas incorporaciones territoriales, la provincia de Albacete, que había quedado adscrita a la región murciana, quedaba condicionada por un importante componente castellano: dos tercios de sus municipios se encuadraban en el ámbito geográfico, social, económico, lingüístico y cultural de La Mancha. Por ello, no es de extrañar, por tanto, que durante la Transición, cuando esta provincia se plantea su identidad, triunfara la opción mancheguista, aunque ello supusiera el paso a Castilla de municipios netamente murcianos, pues, como reconocía Francisco Fuster Ruiz, director de la revista Al-Basit, «sólo aparecerían como auténticamente murcianas, por razones históricas y de toda índole las siguientes poblaciones: Albatana, Almansa, Elche de la Sierra, Férez, Fuente Álamo, Hellín, Letur, Liétor, Montealegre del Castillo, Nerpio, Ontur, Socovos, Tobarra y Yeste».
Así, Fuster afirma que se han de considerar hoy como castellanos por estar dentro del área manchega, que no tiene nada que ver con Murcia, las poblaciones de Alpera, Albacete, Balsa de Ves, Bonete, Carcelén, Casas de Ves, Corral Rubio, Chinchilla, La Gineta, Higueruela, Hoya Gonzalo, Pétrola y Villa de Ves.
Francisco Fuster se pregunta «¿No es, por tanto, una inconsecuencia manifiesta querer enclavar artificialmente a la provincia de Albacete en el Reino de Murcia, cuando lo que le pertenece por su historia, por su geografía, por sus costumbres populares y por su deseo es que la consideren manchega y por lo tanto auténticamente castellana?».
En la misma línea tenemos el reportaje, publicado en el diario albacetense “La Verdad” el 3 de enero de 1979 y firmado por Sánchez de la Rosa, en el que se plantea “¿Realmente Albacete pertenece al reino de Murcia?”. El autor entiende que «Enclavar la provincia de Albacete en el reino de Murcia sería artificial» y afirma: «La separación de los territorios de las provincias de Murcia y Albacete no es tan artificial como se ha pretendido. Razones geográficas, económicas, etnográficas, lingüísticas y hasta eclesiásticas e históricas, separan y han separado a través de los tiempos a ambas provincias». Dice que «No toda la provincia de Albacete ha pertenecido como al parecer se pretende, al Reino de Murcia, pues escapan totalmente del mismo extensos territorios que siempre han sido castellanos». 
Mención especial merece el caso del municipio de Caudete: conquistado a los musulmanes por Jaime I de Aragón en 1244 y perteneciente al Reino de Valencia desde 1304 gracias al Tratado de Elche firmado entre los reinos de Castilla y Aragón, fue incluido de forma aleatoria en la provincia de Albacete por la división provincial de Javier de Burgos en 1833. En 1861 el Ayuntamiento de Caudete solicitó al Gobierno de España la adscripción a la provincia de Alicante por afinidad con las costumbres e historia valencianas así como por mera situación geográfica, pero el Gobierno denegó esta petición.
Cuando se inició el proceso autonómico en 1980, los lazos que unían a las provincias de Albacete y Murcia eran tan frágiles que ninguna se molestó de avisar a la otra de su separación. No hubo ni una comunicación oficial. Los parlamentarios por Albacete decidieron integrarse en la autonomía de Castilla-La Mancha, ignorando la división regional vigente hasta entonces.
En diciembre de 2009 se constituyó en Hellín, al sur de Albacete y donde más fuerte es el sentimiento de proximidad a Murcia, la "Asociación Colectivo Águeda del Castillo", cuyo objetivo es reivindicar la pertenencia de Hellín y su comarca a la provincia vecina. Según esta asociación, «Hellín es Murcia, aún treinta años después de una imposición que consideramos injusta y perjudicial para nuestro municipio». En esta línea, en 2013 se constituyó también en Caudete la "Asociación Cultural Valencianista" que tiene por objetivo perpetuar la memoria del pasado valenciano de esta localidad y mantener y fomentar las relaciones con la Comunidad Valenciana. 
El resultado de toda esta cuestión hace que hoy en día la provincia de Albacete no presente una unidad ni geográfica, ni histórica, ni identitaria, ni cultural común. No obstante, desde la adscripción a Castilla-La Mancha en 1982 la provincia ha ganado protagonismo a nivel institucional así como peso demográfico respecto al periodo en el que formó parte de la Región de Murcia biprovincial. Este hecho, junto con el mencionado de que el 75 % de la población de este territorio pertenece al área cultural manchega, hace que se esté avanzando hacia una mayor integración y hacia la consecución de la identidad común albaceteña.